# 柯文哲市府
柯文哲市府，是指第六屆（2014年12月25日－2018年12月25日）、第七屆（2018年12月25日－2022年12月25日）臺北市市長柯文哲所組成的臺北市政府內閣行政團隊。該屆政治價值是：不以少數人利益犧牲多數人利益、不以短期利益犧牲長期利益、不以政黨利益犧牲國家利益。抱持著心存善念、盡力而為的行為態度待人。以理性、務實、科學的精神處事。公開透明、認真工作為文化。

## 市府內閣
| 首長職稱                | 姓名     | 月薪                    | 特支費                     | 經歷                                                          |
| ----------------------- | -------- | ----------------------- | -------------------------- | ------------------------------------------------------------- |
| 市長                    | 柯文哲   | 新臺幣17.9萬元          | 新臺幣15萬元               | 臺大醫院創傷醫學部主任、臺大醫學院專任教授                    |
| 副市長                  | 黃珊珊退 | 新臺幣16萬元            | 新臺幣5.9至10萬元          | 臺北市議會第8-13屆議員                                        |
| 副市長                  | 彭振聲   | 新臺幣16萬元            | 新臺幣5.9至10萬元          | 臺北市政府工務局局長                                          |
| 副市長                  | 蔡炳坤   | 新臺幣16萬元            | 新臺幣5.9至10萬元          | 臺中市副市長                                                  |
| 秘書長                  | 陳志銘   | 新臺幣12萬元            | 新臺幣10萬元               | 副秘書長                                                      |
| 副秘書長                | 林育鴻   | 新臺幣12萬元            | 新臺幣10萬元               | 臺北市政府參事                                                |
| 副秘書長                | 李得全   | 新臺幣12萬元            | 新臺幣10萬元               | 新北市政府參議                                                |
| 副秘書長                | 陳信良   | 新臺幣12萬元            | 新臺幣10萬元               | 臺北市政府都市發展局都市更新處處長 後轉任蔣萬安市府地政局局長 |
| 顧問 （12職等）         | 李博榮   | 新臺幣11萬元            |                            | 市長室聘用研究員                                              |
| 顧問 （12職等）         | 陳智菡   | 新臺幣11萬元            |                            | 兼臺北市政府發言人                                            |
| 首席市政顧問            | 張哲揚   | 無給職 （可支領出席費） |                            | 前臺北市政府交通局副局長、臺北市政府秘書長                    |
| 市政顧問 （僅列出部分） | 李元貞   | 無給職 （可支領出席費） |                            | 民進黨國民大會代表                                            |
| 市政顧問 （僅列出部分） | 翟本喬   | 無給職 （可支領出席費） | 和沛科技創辦人             |                                                               |
| 市政顧問 （僅列出部分） | 黃大洲   | 無給職 （可支領出席費） | 臺北市第9任市長            |                                                               |
| 市政顧問 （僅列出部分） | 謝金河   | 無給職 （可支領出席費） | 財訊月刊（財訊雙周刊）社長 |                                                               |

### 副市長
| 首長職稱 | 姓名     | 副市長管轄督導各個局、處、委員會項目                                                                                     | 特别業務項目         |
| -------- | -------- | --- | -------------------- |
| 副市長   | 黃珊珊退 | 民政局、財政局、社會局、環境保護局、衛生局、警察局、消防局、 兵役局、研究發展考核委員會 、秘書處、主計處、人事處、政風處 |                      |
| 副市長   | 彭振聲   | 都市發展局、工務局、交通局、捷運工程局、地政局 、產業發展局、 都市計畫委員會、臺北翡翠水庫管理局                         |                      |
| 副市長   | 蔡炳坤   | 教育局、文化局、體育局 、資訊局 、法務局、 觀光傳播局、勞動局 、客家事務委員會、原住民族事務委員會、公務人員訓練處       | 世大運、世界設計之都 |

### 一級機關首長
| 首長職稱                               | 姓名      | 背景       | 經歷 |
| -------------------------------------- | --------- | ---------- | --- |
| 秘書處處長                             | 陳志銘    | 事務官內升 | 臺北市政府副秘書長                                                                                               |
| 主計處處長                             | 鄭瑞成    | 中央派任   | 新北市政府主計處處長                                                                                             |
| 人事處處長                             | 張建智    | 中央派任   | 桃園市政府人事處處長                                                                                             |
| 政風處處長                             | 林炤宏    | 中央派任   | 臺北市政府政風處副處長                                                                                           |
| 市長室涉外事務總監、公務人員訓練處處長 | 周台竹    | 外交官     | 駐紐約辦事處副處長、駐聖露西亞大使、北美事務協調委員會秘書長、外交部國際組織司司長、駐荷蘭代表、臺北市政府發言人 |
| 財政局局長                             | 陳家蓁    | 金融業     | 將來商業銀行籌備處財務主管                                                                                       |
| 地政局局長                             | 張治祥    |            | 臺中市政府地政局局長                                                                                             |
| 民政局局長                             | 藍世聰    | 民主進步黨 | 民主進步黨中央黨部首席副秘書長、臺北市議會議員                                                                   |
| 兵役局局長                             | 傅永茂    |            | 陸軍副司令 |
| 教育局局長                             | 曾燦金    | 事務官內升 | 教育局副局長、教育局代理局長                                                                                     |
| 文化局局長                             | 李麗珠    |            | 前臺北市政府觀光傳播局副局長、臺北市政府文化局副局長。                                                           |
| 體育局局長                             | 李再立    |            | 國立體育大學教授兼任主任秘書                                                                                     |
| 社會局局長                             | 周榆修    | 民主進步黨 | 臺北市政府顧問                                                                                                   |
| 觀光傳播局局長                         | 劉奕霆    | 臺灣民眾黨 | 兼臺北市政府發言人                                                                                               |
| 資訊局局長                             | 呂新科    |            | 文化大學資管系主任                                                                                               |
| 法務局局長                             | 袁秀慧    | 民主進步黨 | 黨產會委員、基隆律師公會秘書長                                                                                   |
| 交通局局長                             | 陳學台    | 事務官內升 | 交通局副局長、交通局代理局長                                                                                     |
| 工務局局長                             | 林志峯    | 事務官內升 | 臺北市政府工務局大地工程處處長、工務局新建工程處處長                                                             |
| 環境保護局局長                         | 劉銘龍    |            | 臺北翡翠水庫管理局局長、 環境品質文教基金會董事長                                                                |
| 衛生局局長                             | 黃世傑    | 退休醫師   | 衛生福利部台北醫院院長、台大醫院雲林分院院長與台大醫院總院副院長、中國醫藥大學附設醫院副院長                     |
| 警察局局長                             | 楊源明    | 中央派任   | 臺中市政府警察局局長                                                                                             |
| 消防局局長                             | 吳俊鴻    | 事務官內升 | 消防局副局長 |
| 勞動局局長                             | 高寶華    |            | 新北市政府勞工局局長 留任蔣萬安市府勞動局局長                                                                    |
| 臺北翡翠水庫管理局局長                 | 謝政道    | 事務官內升 | 經濟部水利署副總工程司                                                                                           |
| 捷運工程局局長                         | 張澤雄    | 事務官內升 | 捷運工程局副局長、捷運工程局代理局長                                                                             |
| 產業發展局局長                         | 林崇傑    | 臺灣民眾黨 | 都市發展局副局長、事務官內升                                                                                     |
| 都市發展局局長                         | 黃一平    |            | 新北市政府城鄉發展局局長                                                                                         |
| 都市計畫委員會主委                     | 彭振聲    | 無黨籍     | 副市長兼任 |
| 研究發展考核委員會主委                 | 黃銘材    |            | 臺北市政府研究發展考核委員會副主任委員                                                                           |
| 原住民族事務委員會主委                 | 巴干‧巴萬 |            | 臺北市政府原住民族事務委員會秘書                                                                                 |
| 客家事務委員會主委                     | 徐世勳    | 無黨籍     | 前臺北市議員，原為 民國黨、 國會政黨聯盟黨員                                                                     |

### 事業機構
| 首長職稱                          | 姓名   | 獎金合計                              | 經歷                                       |
| --------------------------------- | ------ | ------------------------------------- | ------------------------------------------ |
| 臺北大眾捷運股份有限公司 董事長   | 李文宗 | 新臺幣63.2萬（以2013年預算編列為例）  | 矽格公司董事 、臺北市政府市長室主任        |
| 臺北大眾捷運股份有限公司 總經理   | 黃清信 |                                       | 臺北捷運公司副總經理                       |
| 臺北農產運銷股份有限公司 董事長   | 黃向羣 | 新臺幣250.0萬（以2017年預算編列為例） | 民主進步黨籍 · 曾任第12屆台北市議員        |
| 悠遊卡股份有限公司 董事長         | 陳亭如 |                                       | 兼任悠遊卡投資控股股份有限公司董事長       |
| 悠遊卡投資控股股份有限公司 董事長 | 陳亭如 |                                       | 兼任悠遊卡股份有限公司董事長               |
| 臺北自來水事業處 處長             | 陳錦祥 |                                       | 自來水處工程副處長、自來水處工程總隊總隊長 |
| 臺北廣播電臺 臺長                 | 胡紹謙 |                                       |                                            |

### 任務編組組織
| 首長職稱                             | 姓名      | 背景                 | 經歷 |
| ------------------------------------ | --------- | -------------------- | ---- |
| 臺北市政府原住民族事務委員會主任委員 | 巴干‧巴萬 |                      |      |
| 臺北市政府客家事務委員會 主任委員    | 徐世勳    | 臺北市議會第12屆議員 |      |
| 臺北市都市計畫委員會 主任委員        | 彭振聲    | 副市長兼任           |      |
| 臺北市政府廉政透明委員會 主任委員    | 柯文哲    | 市長兼任             |      |
| 臺北市政府永續發展委員會 主任委員    | 柯文哲    | 市長兼任             |      |
| 臺北市政府公民參與委員會 主任委員    | 柯文哲    | 市長兼任             |      |
| 臺北市政府青年事務委員會 主任委員    | 柯文哲    | 市長兼任             |      |
| 臺北市政府採購申訴審議委員會主任委員 | 林育鴻    | 副秘書長兼任         |      |
| 臺北市政府性別平等辦公室 召集人      | 柯文哲    | 市長兼任             |      |
| 臺北市政府聯合採購發包中心 主任      | 陳昭志    | 兼任                 |      |

### 其他機關
| 首長職稱           | 姓名   | 背景       | 經歷                             |
| ------------------ | ------ | ---------- | -------------------------------- |
| 臺北市政府發言人   | 陳智菡 |            | 前東森新聞台主播                 |
| 臺北市政府副發言人 |        | 臺灣民眾黨 | 前臺北市政府秘書處媒體事務組秘書 |
| 臺北市政府副發言人 | 魏文元 | 無黨籍     | 前三立新聞台主播                 |

## 市府政績

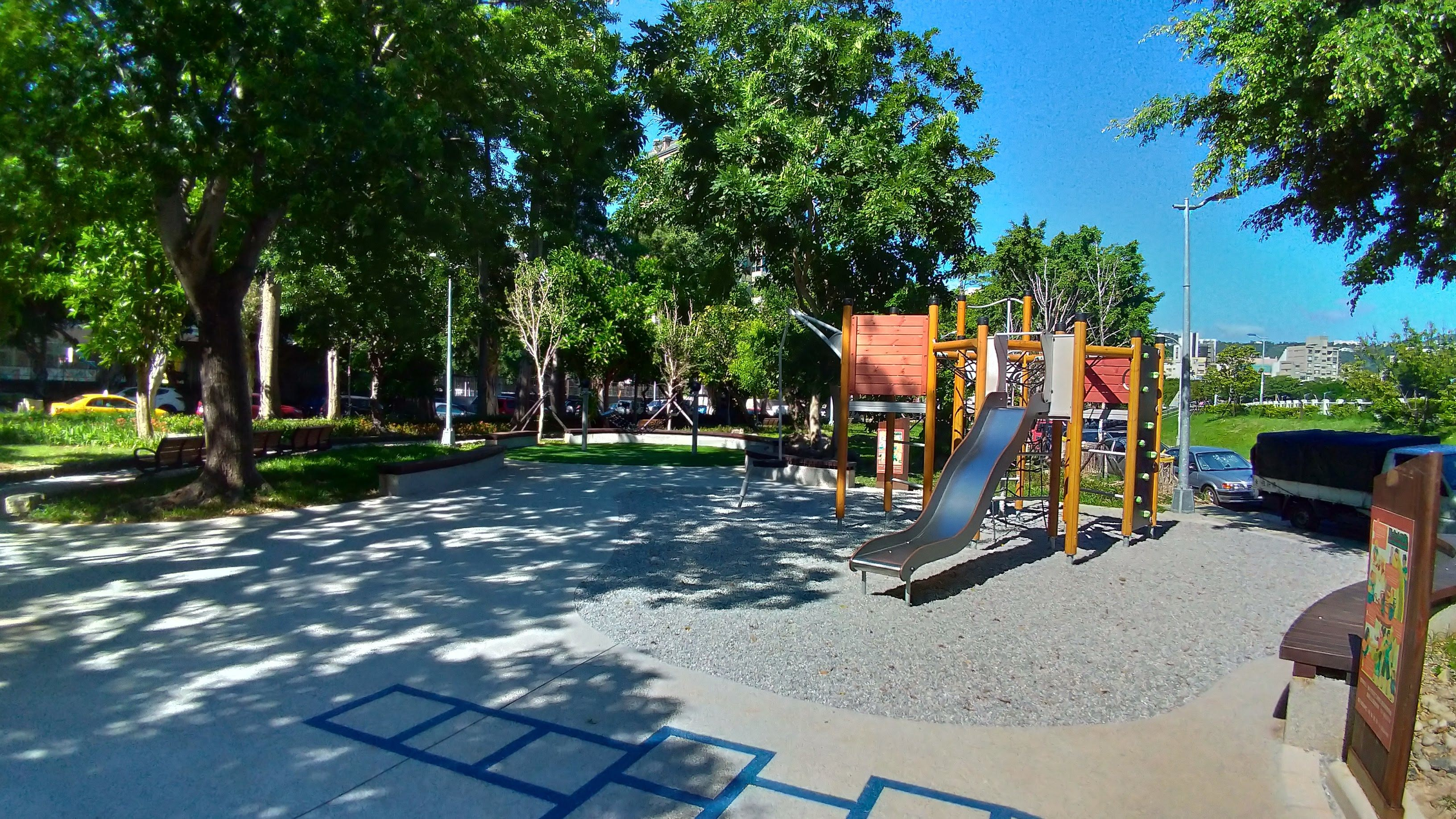
自2016年開始推動共融式遊戲場的建設。本範例為北投榮華、榮富公園。

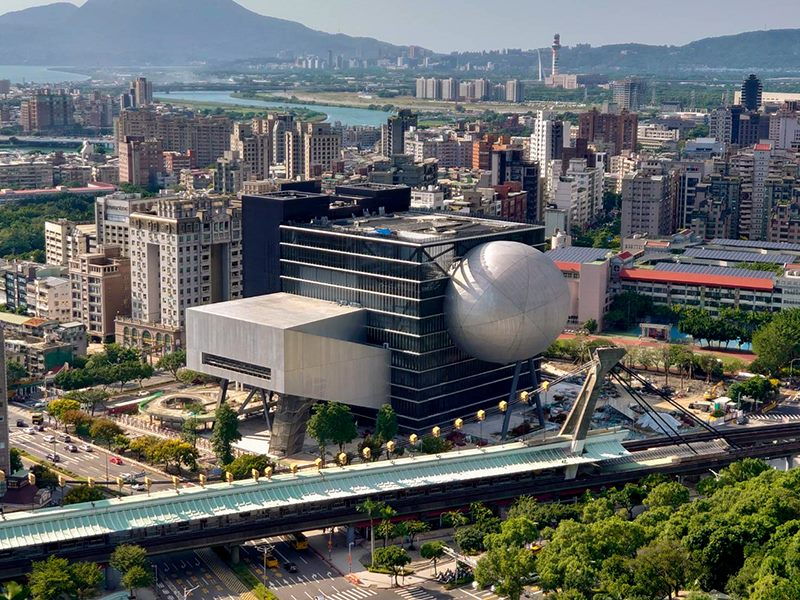
2021年順利完工的台北表演藝術中心。

### 勞工政策
- 2015年4月20日，台北市勞動局公布34家媒體勞動檢查結果，以香港商蘋果日報出版發展有限公司台灣分公司、自由時報企業（股）公司、工商財經數位（股）公司、中天電視（股）公司4家公司同以違反8條勞基法共居冠軍。[2][3]

- 2015年8月21日，蘇迪勒颱風柯文哲指示勞動局設法禁止外送、外賣。勞動局賴香伶表示：目前法規無法禁止颱風天外勤，已建議勞動部修法，將颱風假視為休息日。[4]

- 2015年9月10日，台北市政府勞動局公布32家銀行7月勞動檢查，約97％未付加班費、69％超時工作、56％未召開勞資會議，將裁處新台幣約900萬元。[5]違規冠軍是澳盛（台灣）商業銀行股份有限公司，違反7條勞動法，台灣工業銀行股份有限公司與遠東國際商業銀行股份有限公司以違反6條法令共居亞軍。平均每家裁罰新台幣21萬元，最高裁罰金額為60萬元（花旗銀行）。[6][7]

- 2015年11月，銀行公會拜會北市勞動局主秘江明志，抗議勞檢標準過於嚴格。勞動局認為：勞基法是法定最低條件。雙方沒有共識。[8]

- 2016年1月11日，台北市勞動局公布2015年11月對18家醫院勞動條件檢查結果，以國立臺灣大學醫學院附設醫院8項違法居冠。[9][10]

- 2016年4月22日，台北市勞動局將對銀行業大規模勞檢，金管會表示：銀行公會向勞動局反映，用勞檢製造業的方法檢查銀行業並不適當。[8]

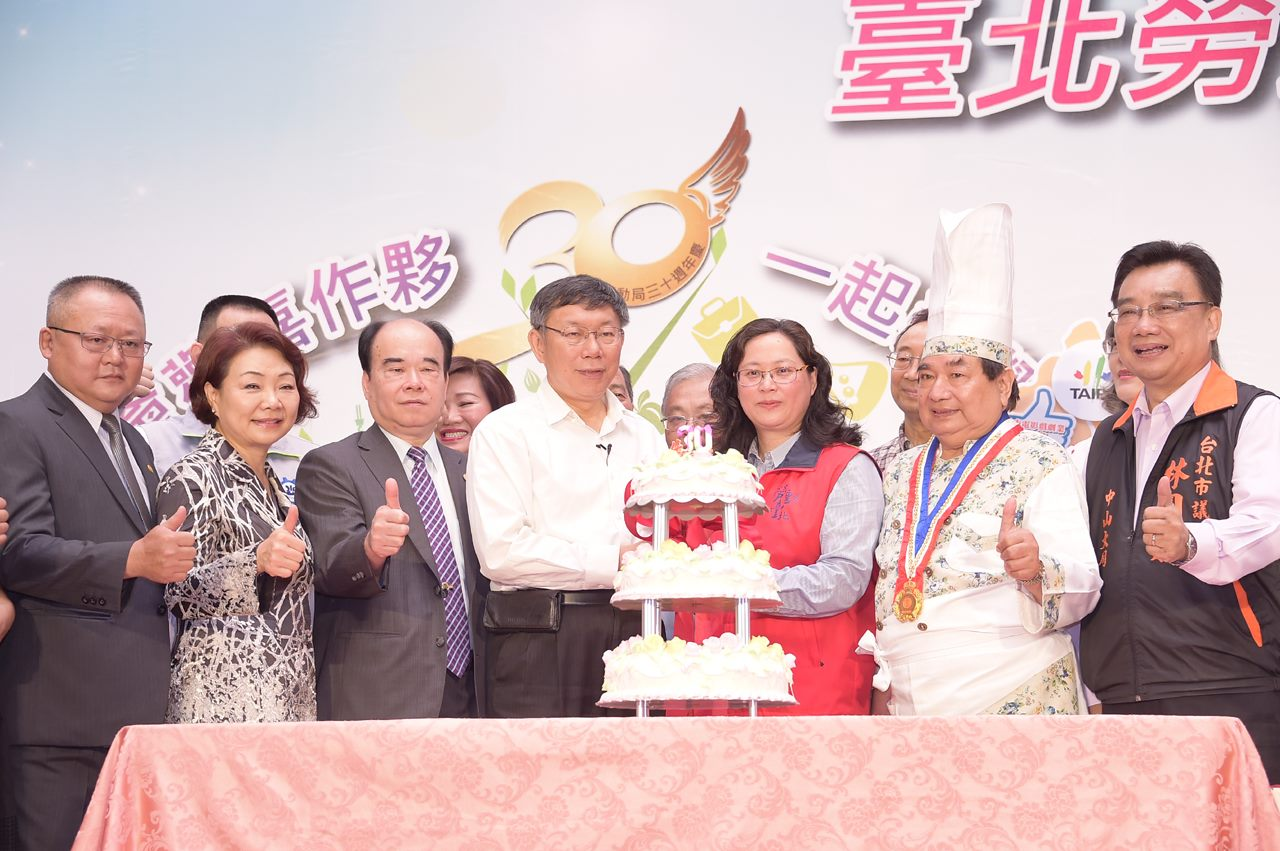
臺北市長柯文哲與臺北市政府勞動局局長賴香伶。

- 2016年4月22日，「台北市105年度勞動節暨表揚大會」中，柯文哲說：「妳（賴香伶）的勞工檢查，每次都讓我冷汗直流，查那個銀行，一舉得罪所有財團；再去查媒體，我說妳是嫌我民調太高，是不是？最後竟然查醫院，罰最多是台大醫院，連我的老巢都清掉了。」「我也非常支持她（賴香伶），該怎麼做就怎麼做，北市一定盡最大努力去做，讓台灣產業往前進。」賴香伶致詞表示，今年（2016年）勞動節從表揚慶祝改為紀念，紀念1886年來勞工用生命換來的勞動人權，台灣勞工處境並不好，一方面國際經濟變化、二來世代間不公平。[11]

- 2016年8月15日，對32家銀行複檢。[12]

- 2016年9月23日，公告2016年7～8月媒體勞動檢查複查報告，以東森電視事業（股）公司、民間全民電視（股）公司2家公司違反6條勞基法共居冠軍。[13][14]

- 2016年2月15日，公告2016年金融業複查勞檢結果，只有華泰銀行、中國輸出入銀行、中華開發銀行、與上海商業銀行4家未違法，21家銀行未按規定發給加班費。[15][16][17]

### 大型活動

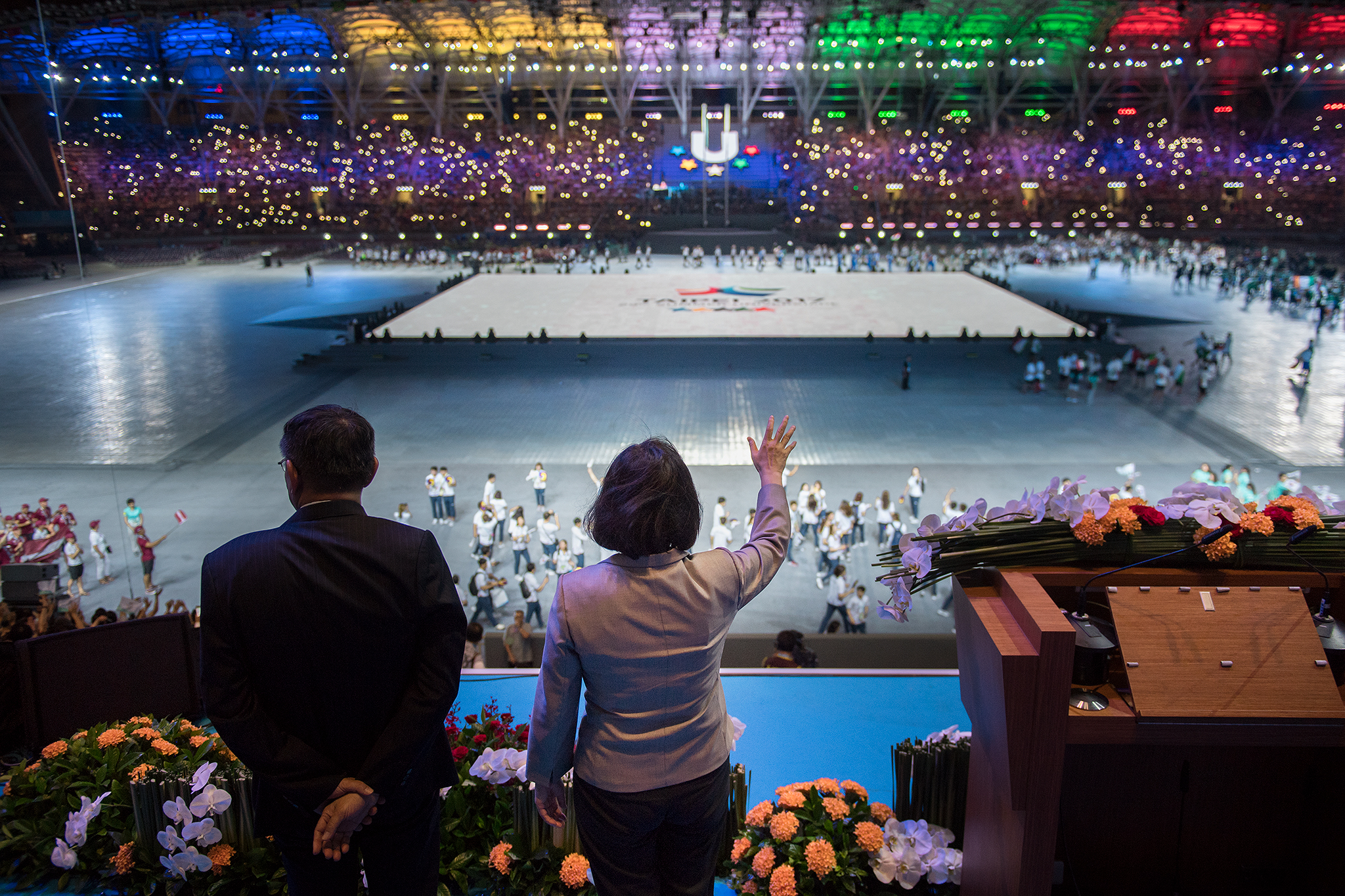
出席世大運的中華民國總統蔡英文與臺北市長柯文哲。

- 2017年夏季世界大學運動會，成功舉辦2017年夏季世界大學運動會，讓蔡英文總統以總統身分上台致詞。
- 2025年夏季世界壯年運動會，與新北市政府成功申辦世壯運。
- 臺北市冬季系列活動 - 2020年末起開始，打造冬季系列項目繽紛耶誕玩臺北&公館聖誕季以及臺北耶誕愛無限、台北最HIGH新年城、寒假活動、台灣年味在臺北、臺北春節活動以及臺北燈節。

### 已執行

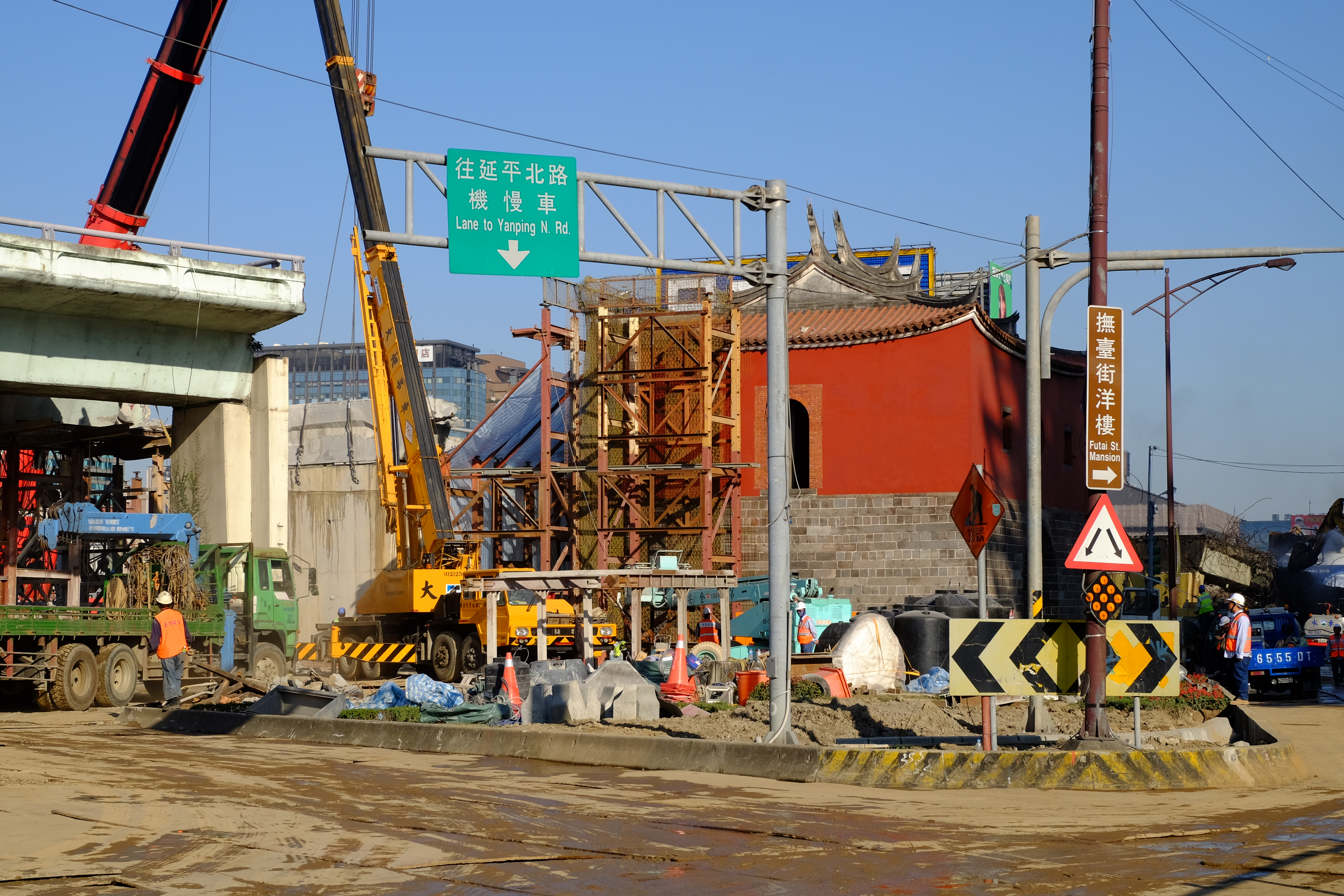
忠孝橋北門高架橋拆除

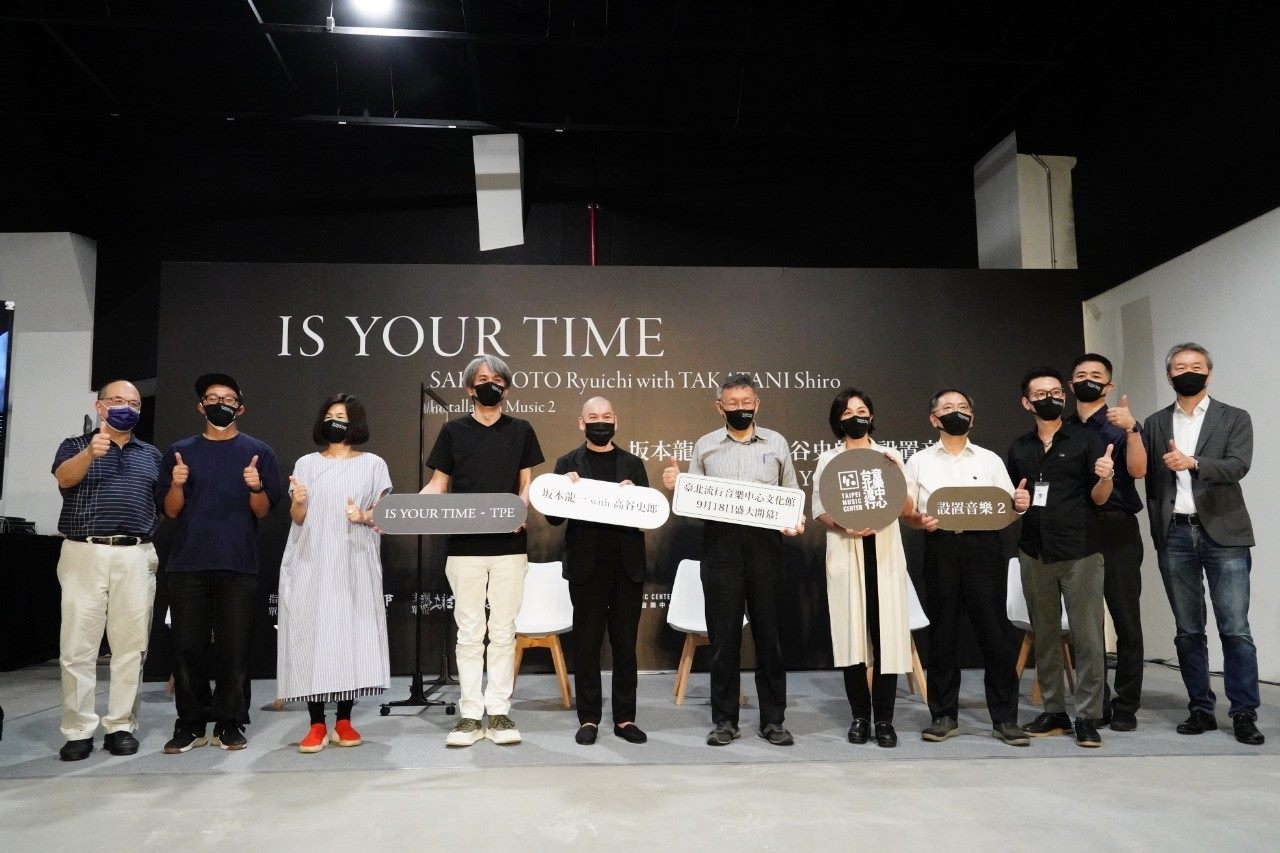
東區門戶計畫之一臺北流行音樂中心文化館正式開幕。

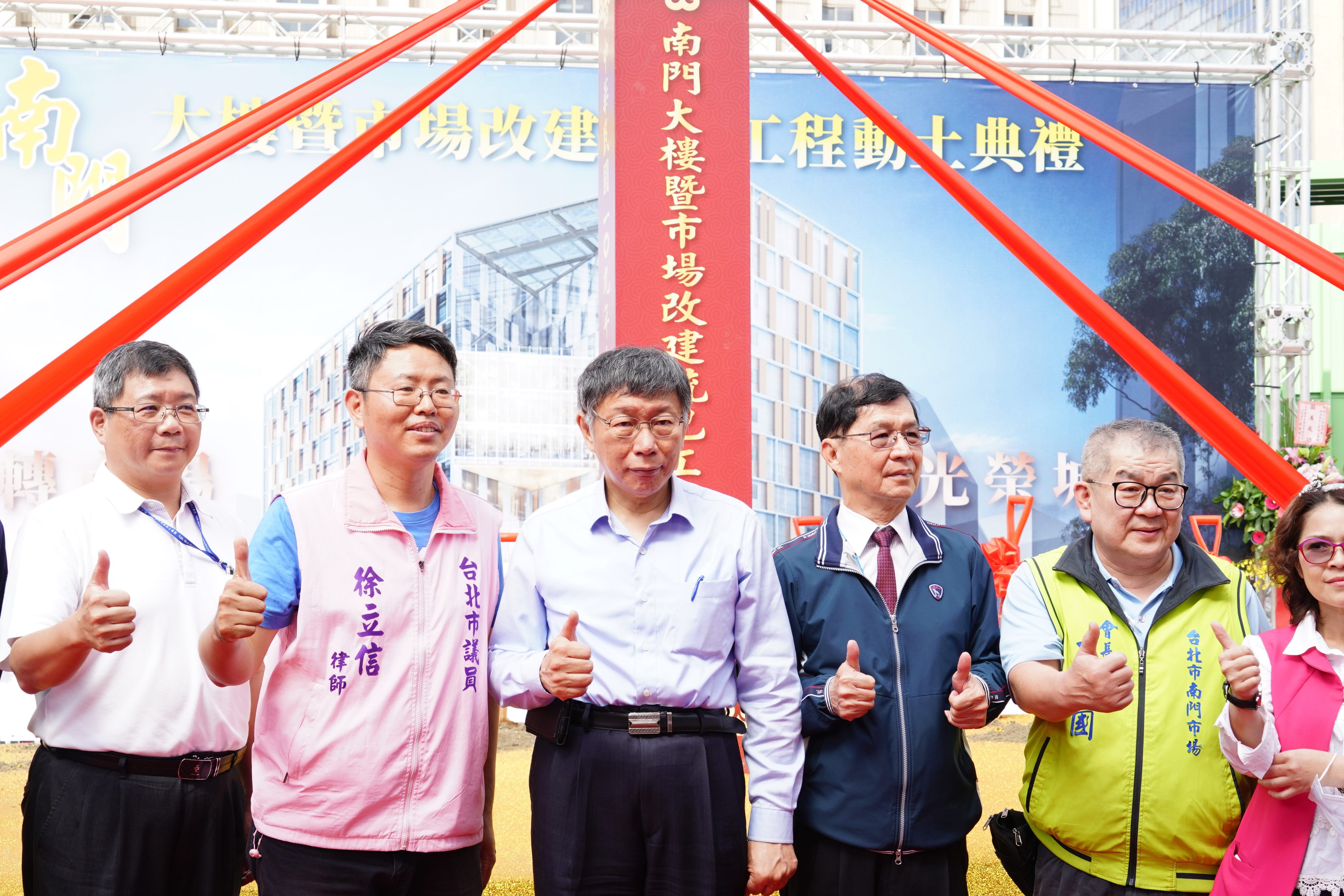
南門市場改建動土典禮。2016年11月開工，2023年完工。

- 2014年上任拆除從未啟用的忠孝西路公車專用道，於2014年12月28日中午完成忠孝西路雙向各5線道通車。並於完成當天公開〈忠孝西路公車專用道站臺拆除總結報告〉供大家檢驗[18]。原本郝龍斌預估拆除要新臺幣上千萬元[19]，而工務局預估600萬，最後實際只花410萬[20][21]。

- 2016年恢復臺北府城北門景觀，六天拆除北門高架橋（俗稱忠孝橋引道），還給北門天空[22]。

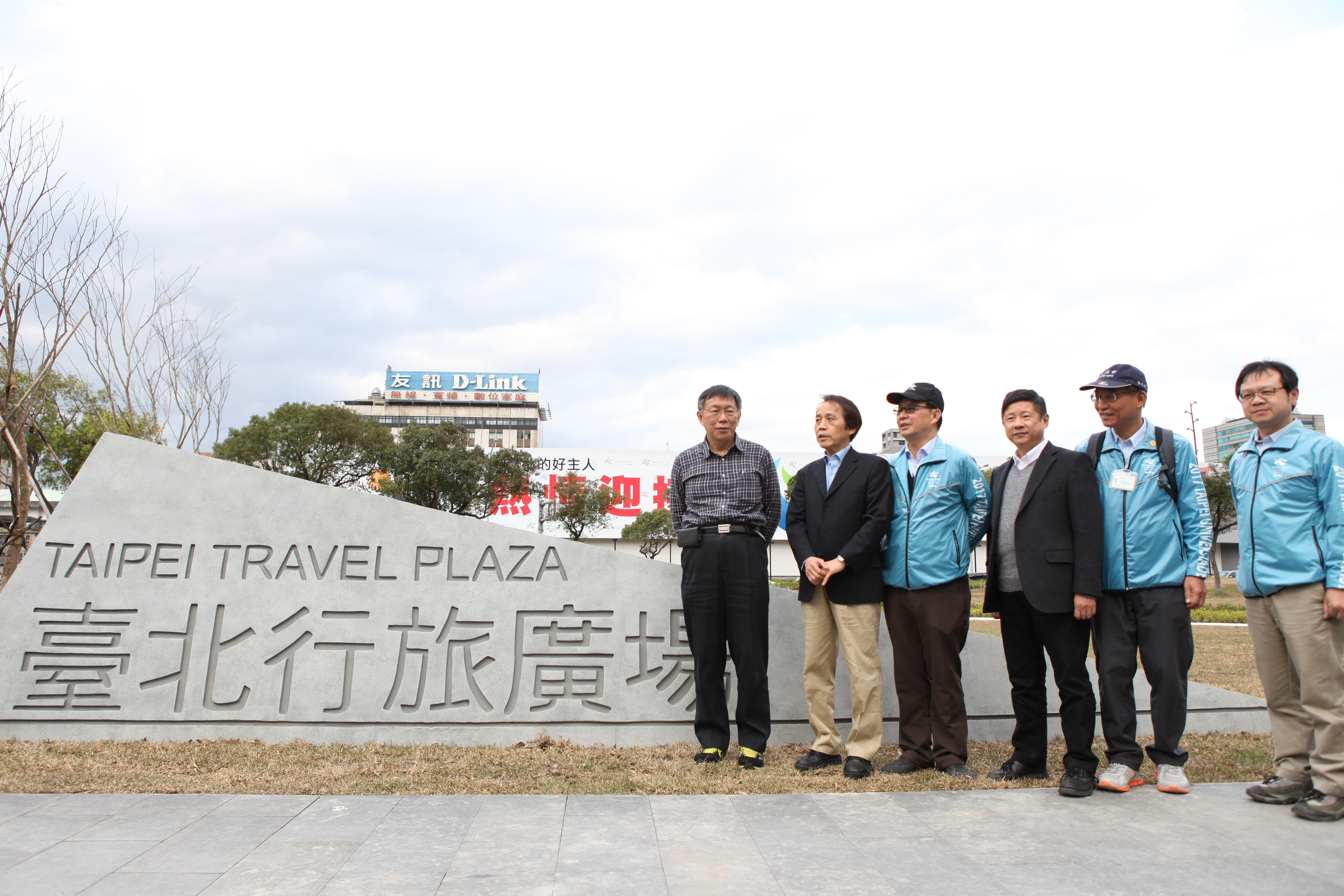
西區門戶計畫之一的臺北行旅廣場。

- 西區門戶計劃

臺北市政府近年積極推動「西區門戶計畫」，第一階段工程隨著忠孝橋引橋拆除、忠孝西路路型調整及北門廣場景觀工程完工，實現北門城再現目標。西區門戶計畫最後一塊地景拼圖也於2018年10月藉由臺北市政府工務局新建工程處辦理之「北平西路西側道路新築工程」通車後完成，而接續由工務局公園處辦理「交八廣場」整體綠美化作業，使「西區門戶計畫」的版圖逐漸完整。
「北平西路西側道路新築工程」位於台北車站特定專用區D1（東半街廓）與交八廣場之間，全長168公尺，寬10公尺，完工通車後，改善既有北平西路於重慶北路路口車道錯位情形，使行車動線筆直順暢，用路人行車安全也大為提升；同時北平西路也是民眾進出機場捷運A1車站的主要聯絡道路，新工處依都市計畫調整北平西路後，也使機場捷運周邊動線順暢，配合未來台北車站特定專用區C1、D1(東半街廓)土地開發案完工後，交通需求將大為增加，北平西路的通車提前因應未來的交通量需求，提供更優質的交通服務水準，讓臺北車站周邊交通維持順暢好行。
- 東區門戶計劃

「東區門戶計劃」，以南港火車站、高鐵南港站、南港轉運站等為臺北東區交通轉運中心，
加上國家生技研究園區及國家會展中心如南港展覽館一館、南港展覽館二館營運，串聯新竹生醫園區，建立完整生技產業廊帶。
建構流行音樂及文創產業如臺北流行音樂中心。
打造軟體及會展產業廊帶如南港軟體園區一期/二期/三期。
建立大量公共住宅社區，如東明社會住宅、中南段社會住宅等等。
- 2015年4月1日，取消臺北市YouBike前30分鐘免費的措施（全台率先降低補貼，彰化縣YouBike於2016年2月1日跟進）。依台北市交通統計查詢系統 （页面存档备份，存于）所公布之4月份使用人數大幅下降為1年以來最低並連續3個月持續下降，依YouBike營運表面資訊 （页面存档备份，存于）5月及6月份連續兩月周轉率更下降至2013年初之水準。
- 2015年5月1日，對於亂彈菸灰、亂丟煙蒂的個人行為，將對不分國內外民眾採取重罰罰款，第一次被發現則罰新台幣一千二百元，第二次被發現則罰新台幣三千六百元，第三次以上則罰新台幣五千元還得上環境講習1小時。執法機關是台北市環保局轄下所屬人員。[23]。
- 推動「家醫制度」，2015年10月先在士林、北投區試辦。[24]。
- 2015年，行動派出所試辦4個月，但原本受理報案的主要功能並未達到預期成效，現有5輛原行動派出所警備車正式改名為機動派出所，撥交保安大隊統籌管理並規畫執勤。

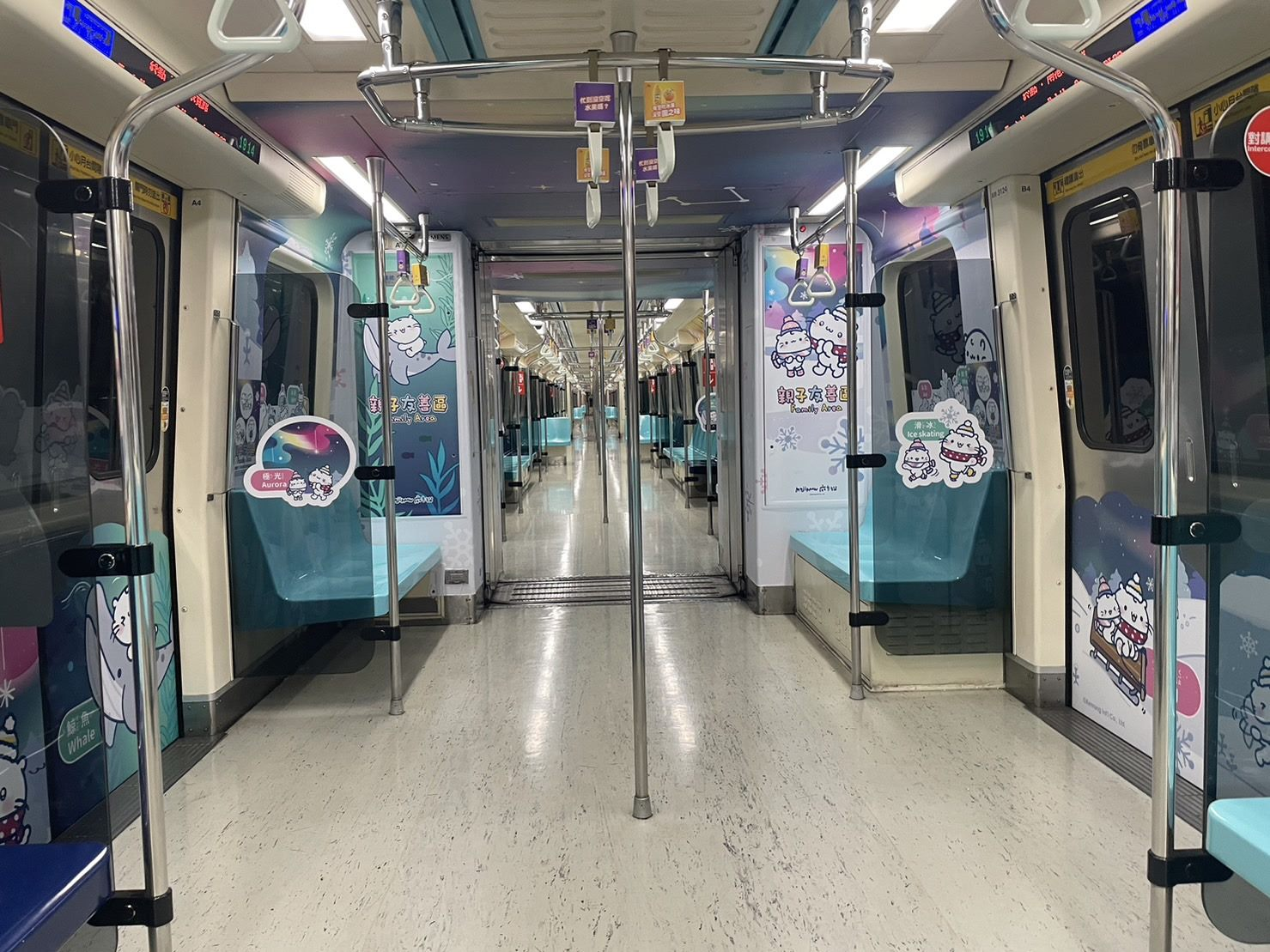
台北捷運板南線「親子友善區」車廂區域。

- 2015年12月12日，台北捷運公司推出「親子友善區」，先以松山新店線試辦，每列車的第3、4節車廂有明顯標示及可愛卡通圖案，相對位置的月台門及月台地板也貼有粉紅色「親子友善區」標示，方便旅客識別，也提供親子更貼心的乘車體驗。[25]。
- 2015年，台北捷運公司推出「台北聲音地景」，改變台北捷運原本使用的制式提示音，並加入藝術氣息。[26]。

- 成立臺北市影視音實驗教育機構[27]。
- 成立臺北市道路管線暨資訊中心[28]。
- 台北市立大學分析柯文哲競選時提出的「開放政府，全民參與」北市開放資訊平台「Data. Taipei」資料庫後發現33個局處都已經有提供開放資料，但資料品質仍需要提升為開放式檔案格式、檔案內容結構化、檔案內容可解析，開放資料部分更新頻率為不定期，也應該提升更新頻率；並應該思考開放與公民參與相關性較高的資料，才能貼近市民需求、政府施政效能與民眾對市政府信賴。[29][30]

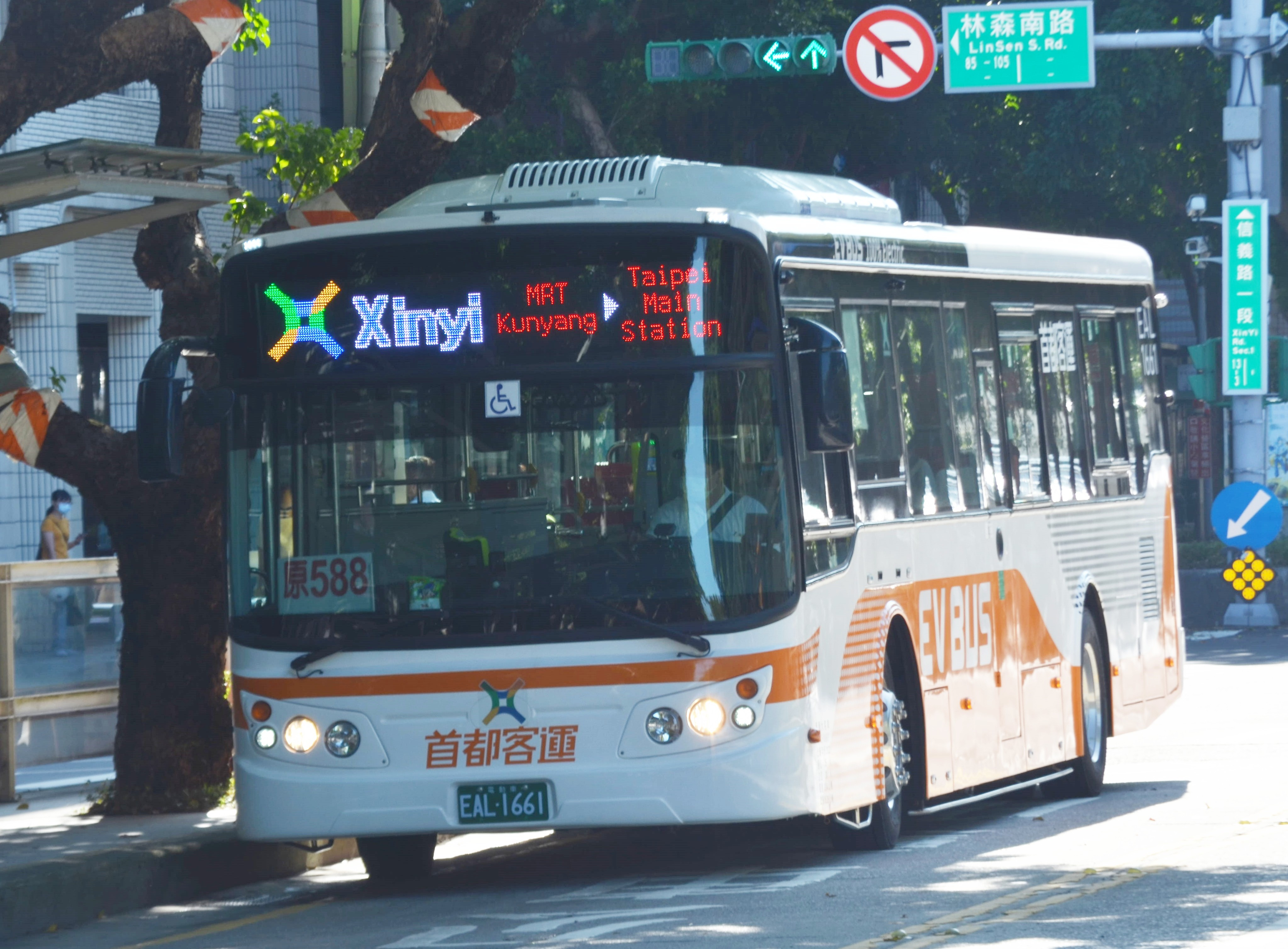
左上角黃綠藍標示為臺北市幹線公車識別標誌，本範例為信義幹線。

- 臺北市幹線公車，提出重整公車路網政策，規劃了幹線公車系統，將公車分為快速、幹線、支線、微循環等四個層級，其中幹線公車旨在提供「類捷運」的服務，擁有較密的班距並搭配轉乘優惠，以提升公共運輸效率與服務品質。
- 2018年4月：與新北市政府共同推出了「1280定期月票」，可在30天內無限次搭乘雙北的捷運與公車（里程計費的公車除外），還有YouBike前30分鐘免費。柯市府團隊討論出最終的數字，除了「幫民眾省錢」、「吸引更多人使用大眾運輸」，還要滿足「補貼費用在合理範圍」的條件。陳學台說明「實施套票最終的藍圖是要達成綠色運輸」，這是指以環境永續發展為基礎、使用低污染的運輸系統，包含步行、公車、捷運、自行車、火車、高鐵等。以台北市來說，目前綠運輸的使用率為60%（40%為私人運具），他們希望藉由月票的吸引力，能在4年後提高到70%。從初步結果來看，雙北2018年5～8月的綠運輸使用率，較前一年同期成長2.8%，相當於每天增加12萬人次；10月的平均使用人次超過28萬人，創下新高紀錄，逐漸可見成效。
- 2018年8月2日，臺北市公共住宅戰情中心正式上線[31][32][33]。

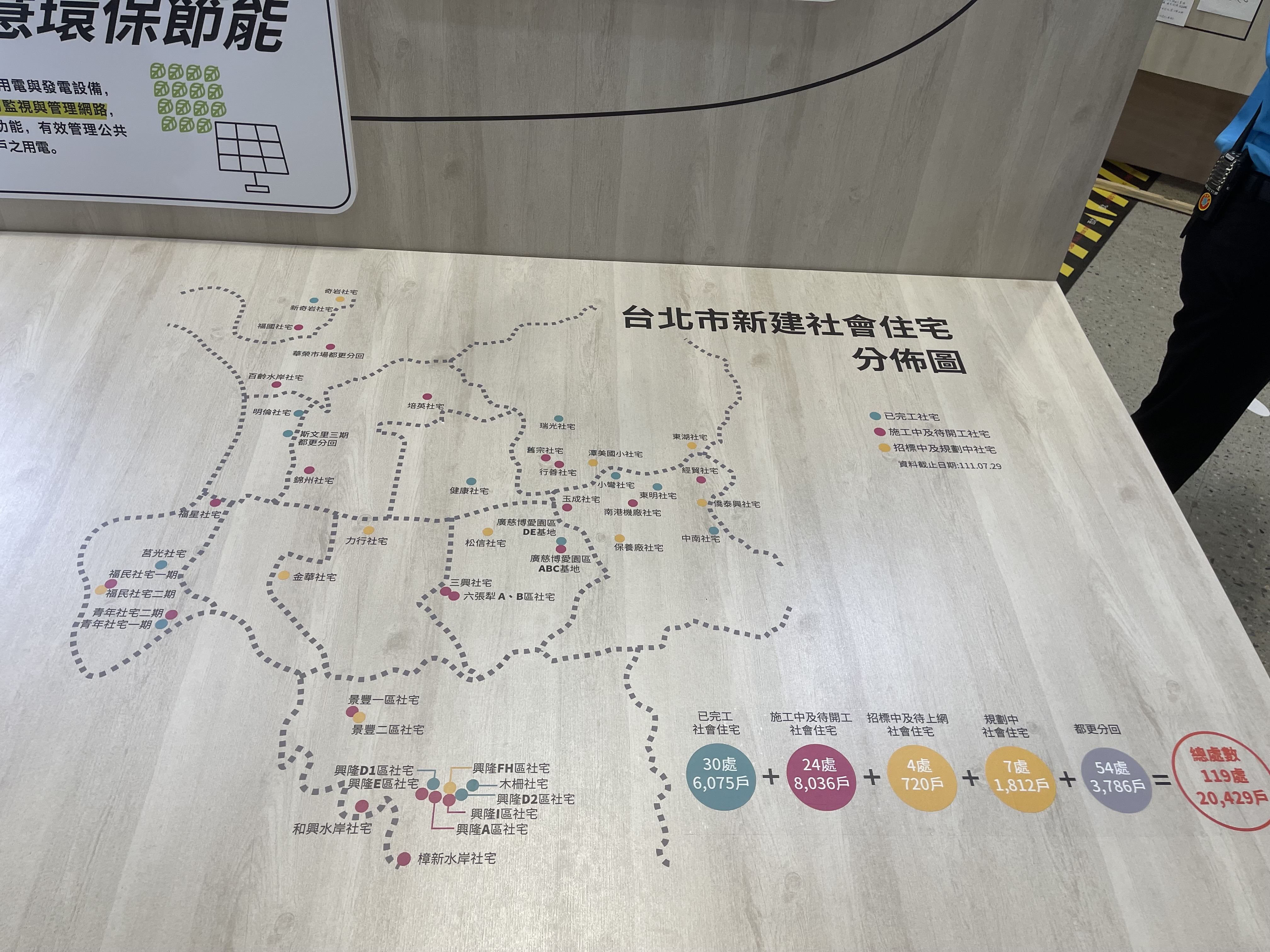
2022年臺北市社宅分布圖。

- 社會住宅（依台北市政府都市發展局-社會住宅興建計畫及戰情中心 （页面存档备份，存于）資料統計）

1.文山區興隆D1區社會住宅(272戶)：於2013年7月開工，2015年5月完工
2.松山區健康社會住宅(507戶)：於2014年12月開工，2017年12月完工
3.文山區興隆D2區社會住宅(510戶)：於2014年11月開工，2018年5月完工
4.萬華區青年社會住宅(273戶)：於2016年2月開工，2018年12月完工
5.大同區明倫社會住宅(380戶)：於2017年3月開工，2020年8月完工
6.內湖區瑞光社會住宅(389戶)：於2017年10月開工，2020年11月完工
7.莒光社會住宅(201戶)：於2017年12月開工，2022年6月完工
8.廣慈博愛園區社會住宅(1520戶)：於2018年1月開工，全區預計2023年完工
9.信義區六張犁AB區社會住宅(722戶)：於2018年9月開工，預計2023年完工
10.內湖區行善社會住宅(526戶)：於2018年10月開工，2022年8月完工
- 市場改建

1.大龍市場改建：於2016年5月開工，2019年12月完工
2.環南市場改建：於2016年11月開工，預計2023年完工
3.南門市場改建：於2019年12月開工，預計2023年完工
4.成功市場改建：於2019年7月開工，預計2025年完工
5.果菜市場改建：於2020年3月開工，預計2027年完工

### 宣示

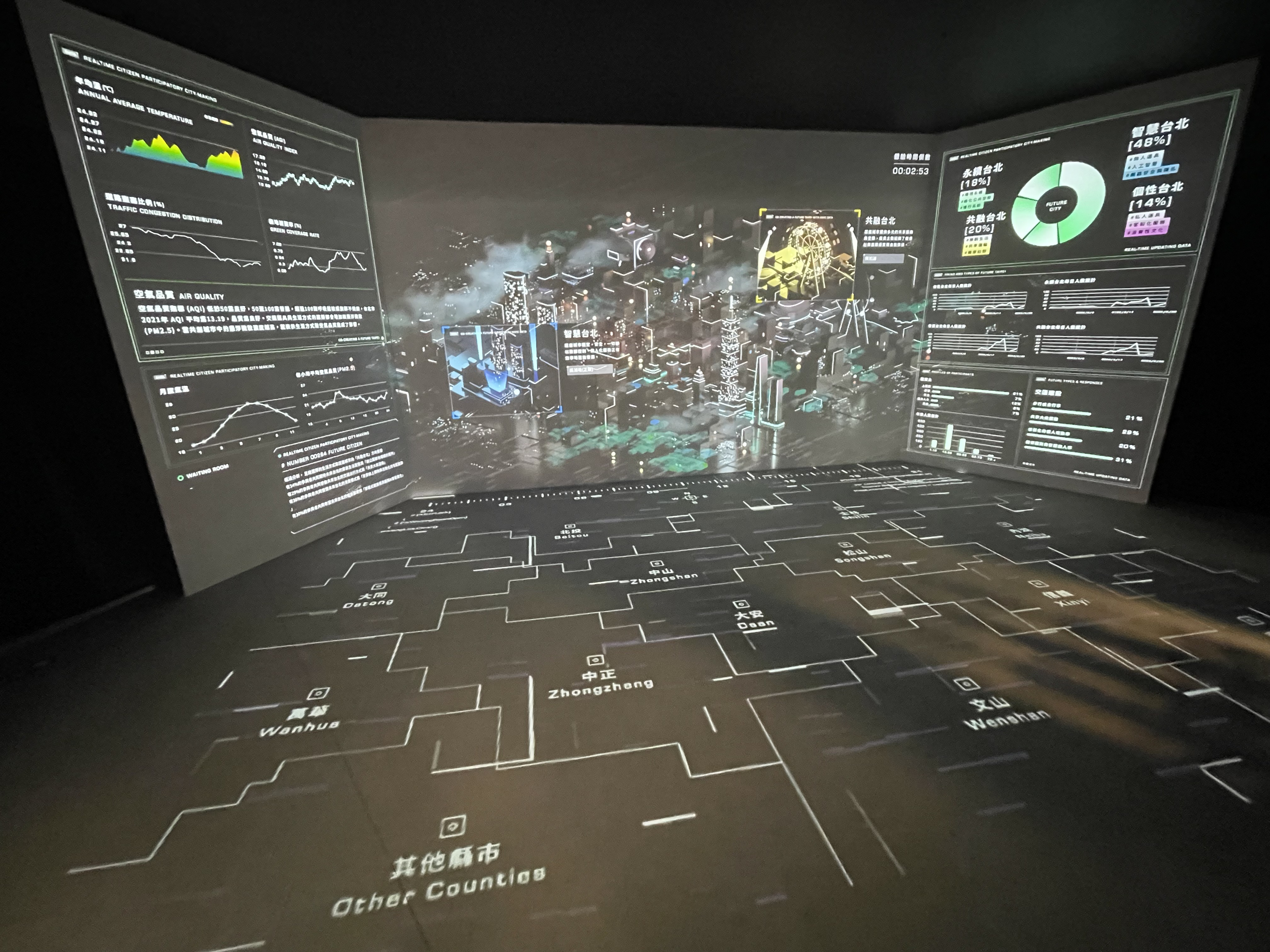
推動智慧城市，設置辦公室，圖為智慧城市相關功能的示意圖。

1. 2014年12月29日，表示未來違建又違反公安者將優先處理。隔天公告1995年以前列管緩拆的，違反公共安全的226戶既存違建，限期在2015年3月20日前拆除，並呼籲市議員別想來關說。[34][35] 有網友根據建管處資料，前任臺北市長郝龍斌在2014年1月至11月任內，查報違建5,114件，拆除或屋主自行改善的案件為4,268件，比例達83.46%，認為比柯文哲這期間聲稱要拆除的違建還多[36]。 朱學恒則指出這些226件違建是1995年以前列管、緩拆的既存違建，兩者不同不能相較，認為建管處在這期間中依舊依照原先每個月平均451.46間的進度來拆。截至3月13日止，226戶已有104戶已改善完畢，比例4成6，[37][38][39]3月22日，市府宣稱所有違建都已改善（改善不等於拆除），所以將不會對所有列管之違建戶進行強制拆除。[40][41]。
2. 2014年12月1日，記者問：以後市政府有洩密的你會依法處理，柯文哲：殺無赦。[42]2015年1月27日，在網路上瘋傳的台北市政府公文，1月29日指示秘書長蘇麗瓊調查，2月2日調查結果無惡意，這篇公文也沒有機密等級，柯文哲裁示「不議處」[43]。5月8日，「大巨蛋廉政委員報告洩密案」，周玉蔻宣稱撿來，藍綠議員都痛批，市府資料外洩不是第一次，每次都說要處理，卻都沒下文，呼籲柯市長兌現承諾，趕緊把洩密者揪出來[44]。
3. 2015年3月31日裁減警察冗務[45]。
4. 2015月5月29日，發生殺害國小二年級女童案，於同日晚間召開緊急會議，會中決議2012年11月警政署取消的「護童專案」予以重啟並強化[46]。

### 任內預定計畫（尚未完成或未實行）

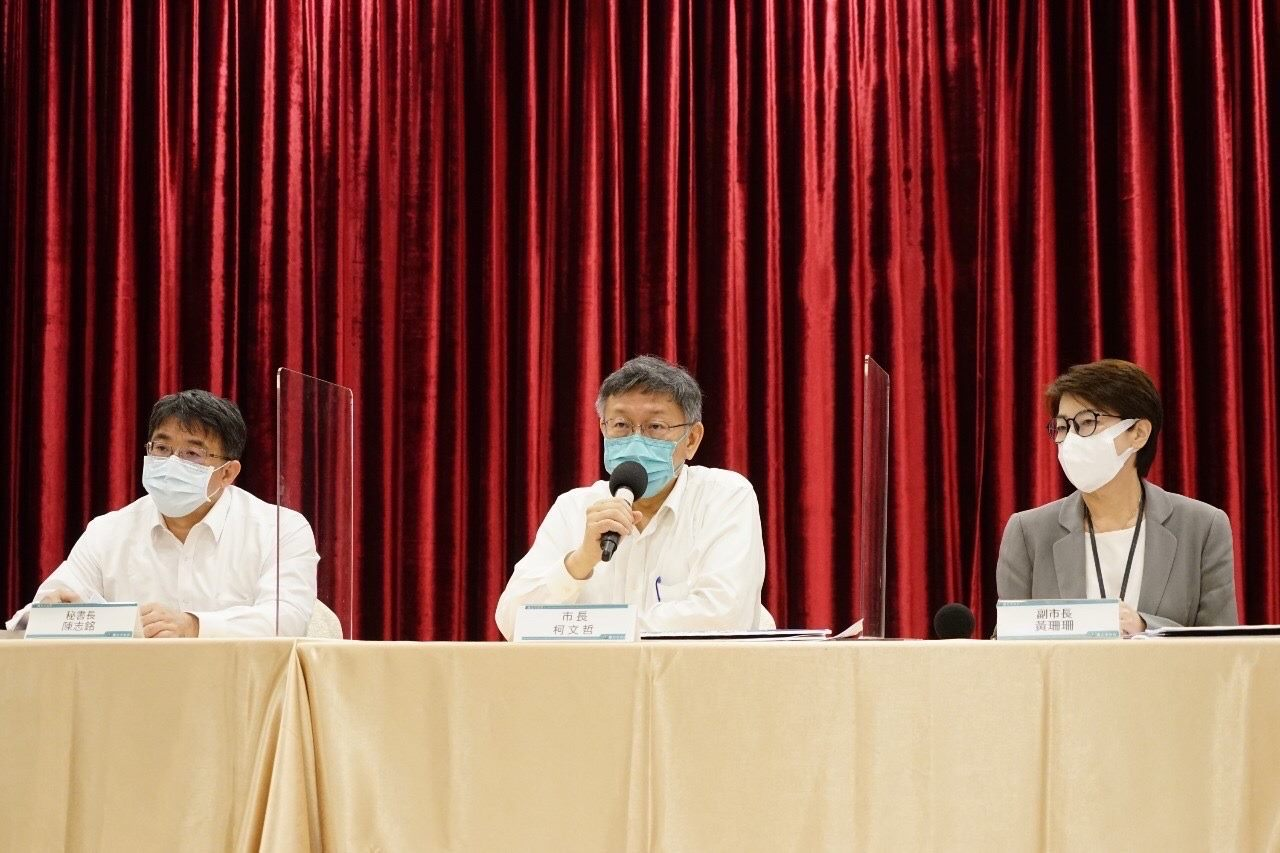
2022年5月31日台北市長柯文哲與副市長黃珊珊舉行臺北大巨蛋營收分潤說明記者會。此時防火措施已重做好，權利金也重談好，中央審核中。

- 2015年1月19日，宣布當周內成立臺北市政府廉政委員會負責除弊任務，內部以專案小組獨立運作，並由政風處擔任幕僚機構，負責調閱資料，逐一將過去列為機密的部分文件解密公開，接受外界調查和公評。但同年3月時不少市議員私下抱怨，從之前市府到現在的加密文件已累積高達近六十二萬份，政風局處卻老用「外流自己負責」說法拒絕提供，甚至連非密件的會議紀錄都不給。[47]廉政透明委員會的正、副召集人為市長柯文哲和副市長鄧家基，成員另有臺北市政府內局處首長5名，外聘8名社會人士，也開放6個名額供各界網路自由報名，再成立遴選委員會篩選。2月初召開的首次會議，包括遠雄集團的臺北大巨蛋、太極雙星的臺北雙子星弊案、日勝生集團的美河市弊案、富邦集團的臺北文創大樓，以及鴻海集團的臺北資訊園區暨停車場興建及營運案等5項被部分民眾認為具爭議的BOT模式開發案，都被列入首波的專案調查[48][49]。2015年5月15日三創數位生活園區開幕。5月17日台北市財政局宣示五大弊案，以後要改稱為「五大案」，於5月18日台北市議會中柯文哲立即被質疑當初為何使用「五大弊案」名稱。5月20日台北市政府對臺北大巨蛋發出「立即勒令停工」。5月21日遭輿論批評臺北大巨蛋停工會影響台北捷運板南線有崩塌危機。5月22日上午台北市府開會決定臺北大巨蛋局部復工。6月10日臺北市政府廉政委員會做出五大案的最終結案報告，其中將大巨蛋、美河市移送法務部，三創案和松菸文創則移送監察院，雙子星案沒有移送。6月24日法務部將大巨蛋案、美河市案退回北市府，法務部政務次長陳明堂表示，法務部沒有辦理具體訴訟的權責，無權受理，如果台北市政府要提出告發，依法應該要向檢察官或司法警察官提出。

- 五大案

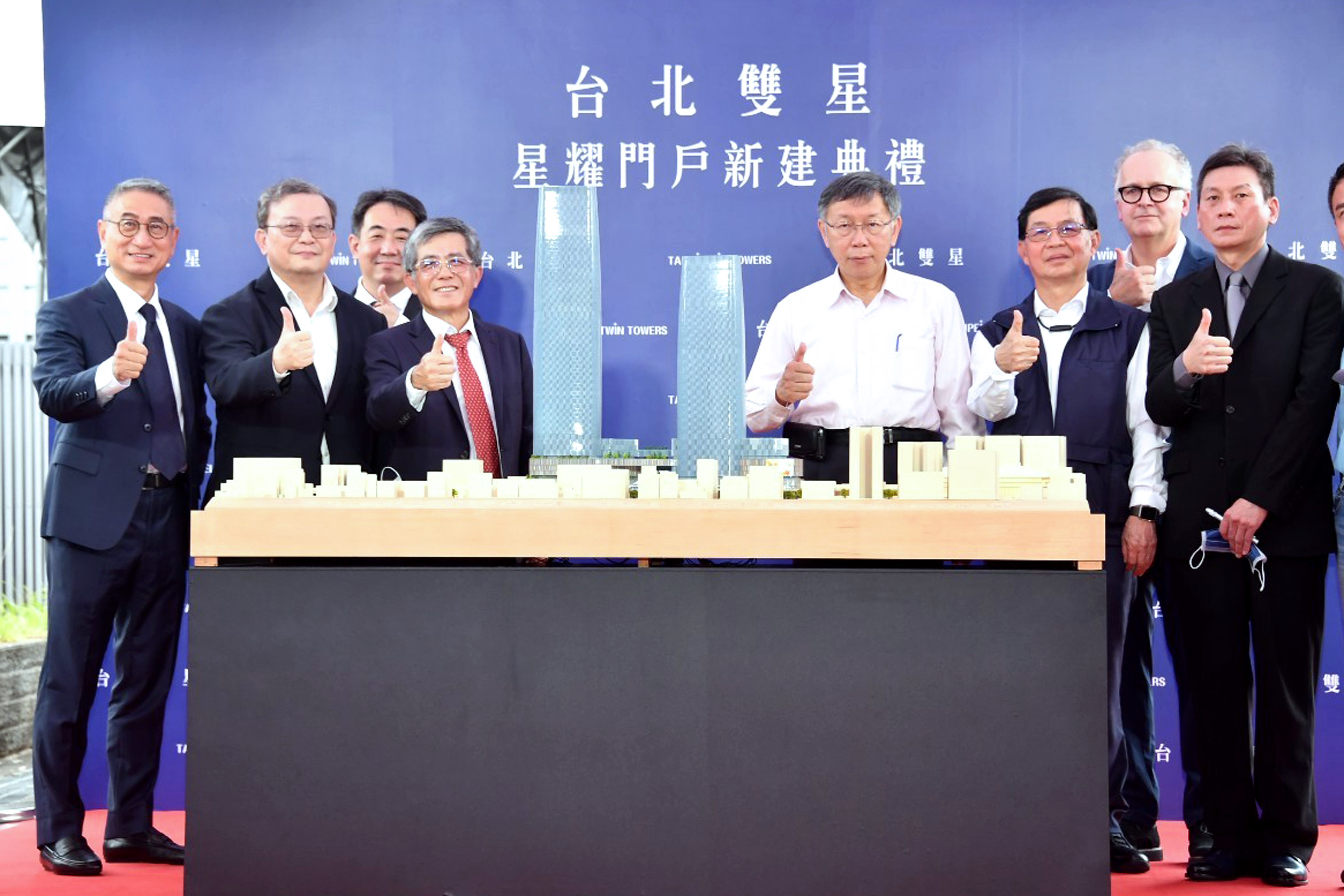
西區門戶計畫C1/D1（東半街廓）（台北雙星）土地開發案新建典禮。

- 雙子星案因查無不法，已宣布結案；為了避免招標再發生弊端，捷運工程局明年度編列四千萬預算，將先招標有財務、法律等專業的「總顧問團隊」，2018年12月開國際標對外招商，由南海發展及大馬商馬頓公司得標。
- 三創資訊園區原本規劃八樓到十一樓設置的育成中心變為餐廳、十二樓違反土地分區使用變劇場、大型ＬＥＤ廣告物造成光害、空橋坡度等問題，三創陸續改善後，爭議畫下句點。
- 台北文創案，北市府與業者富邦集團於去年九月十日簽訂增補協議，誠品的商場、展演空間營業收入將納入營運權利金，並納入「超額利潤共享」機制，賺得比合約書還多的部分，就由北市府跟廠商五五分帳。
- 美河市案於2012年遭監察院糾正，認為北市府低估土地成本、高估建物成本，造成損失。郝市府重新鑑價後，要求日勝生再付76.9億元，但日勝生不服提出仲裁。仲裁結果北市府可討回33億餘元。
- 五大案四案結案，僅大巨蛋案還未落幕。遠雄因違反建築法第五十八條主要構造與核定工程圖樣及說明書不符規定遭勒令停工，歷經一年餘未改善，北市府已成立終止契約工作小組，最後通牒遠雄於9月8日前改善完畢，逾期不改則終止契約。

- 公辦都更

1.蘭州斯文里公辦都更
2.「敦南安和」公辦都更
3.「南港商三特」公辦都更
4.「紹興南街」公辦都更
5.「信義三興」公辦都更
6.「忠孝懷生」公辦都更
7.「大直站北安段」公辦都更

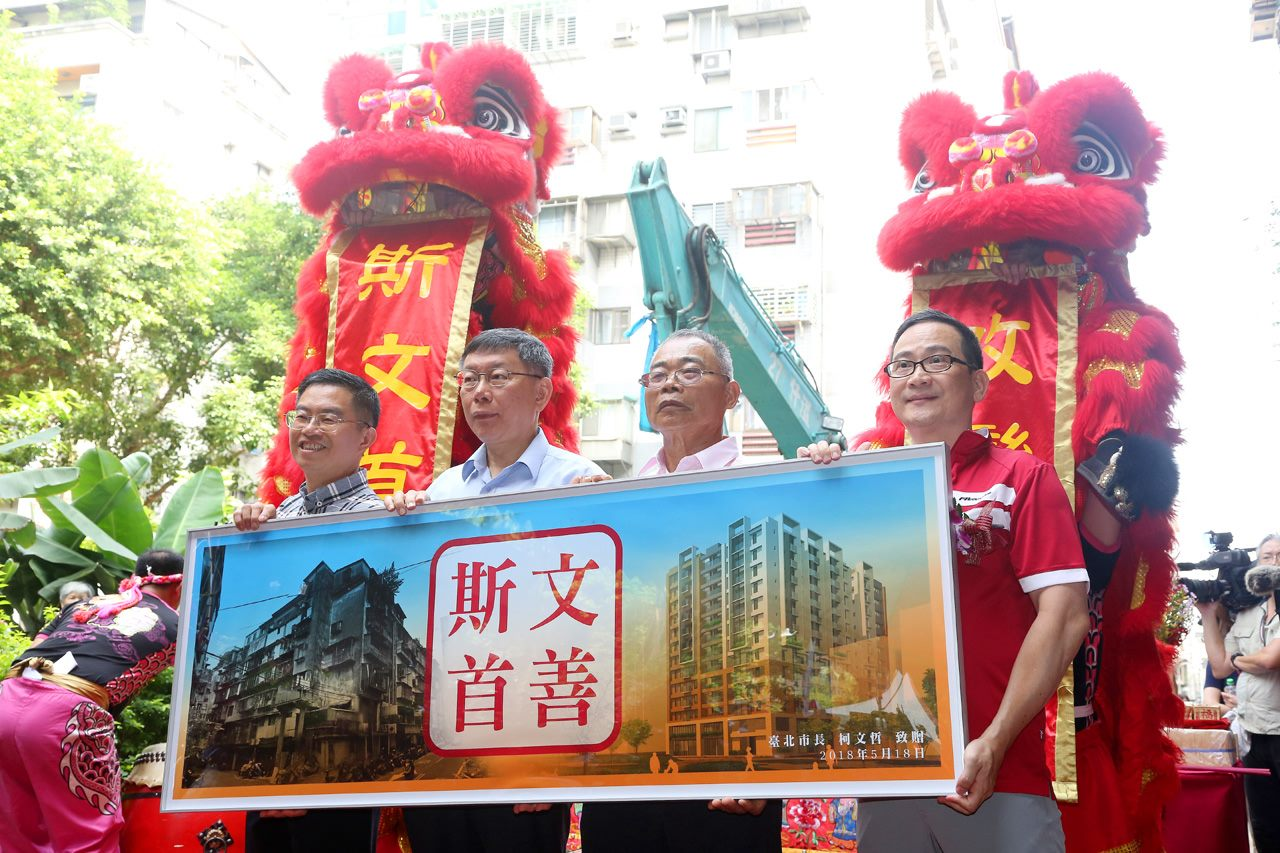
斯文里三期拆除工程。

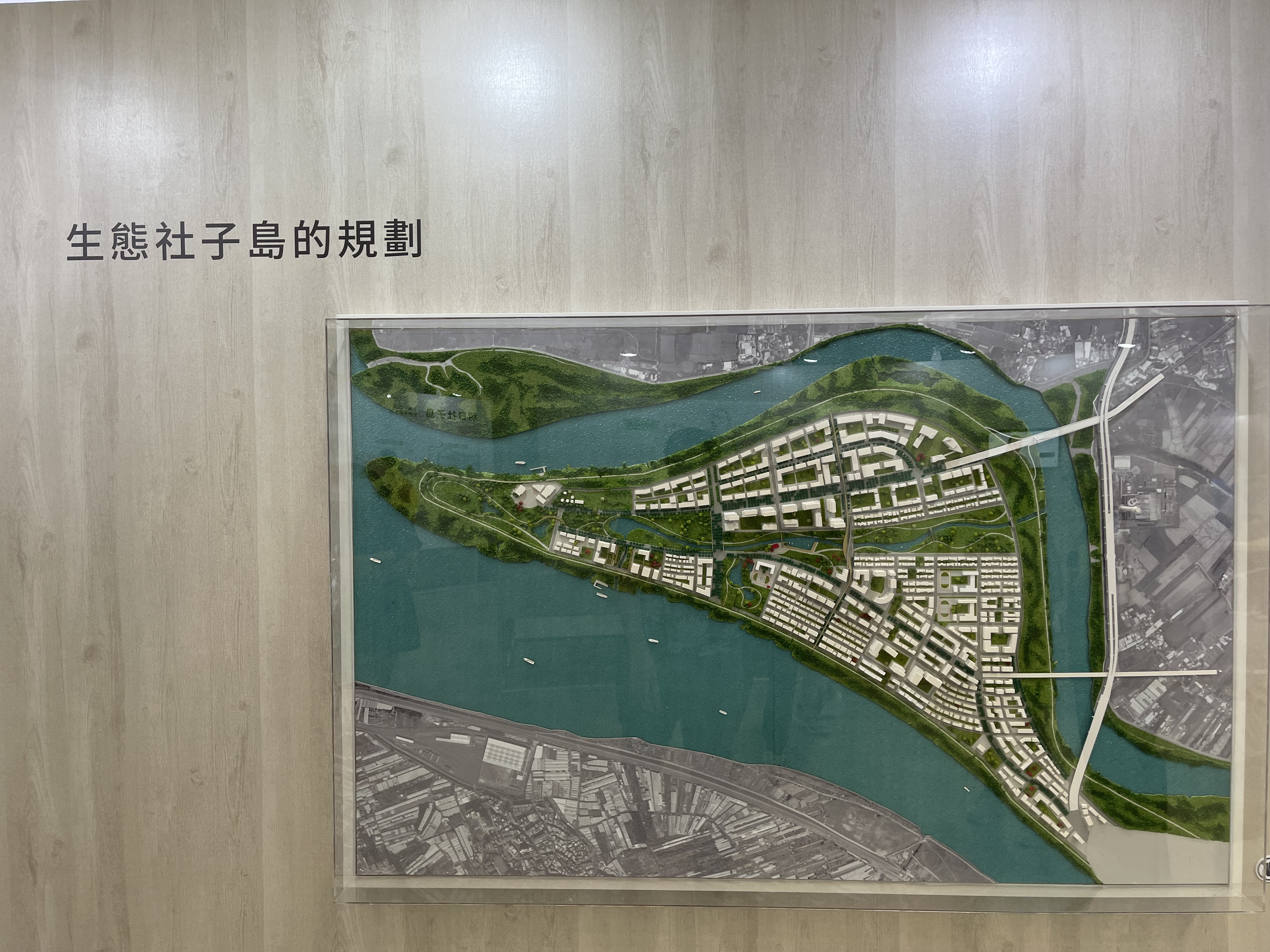
生態社子島，建設社子島都市計畫公園。

- 社子島開發經過以I-voting方式投票讓當地住民選擇，「運河社子島」、「咱ㄟ社子島」、最終選擇「生態社子島」，但仍因為部分住民不能接受土地徵收使得此方案，擱置至今。

## 突發事件的應變處理

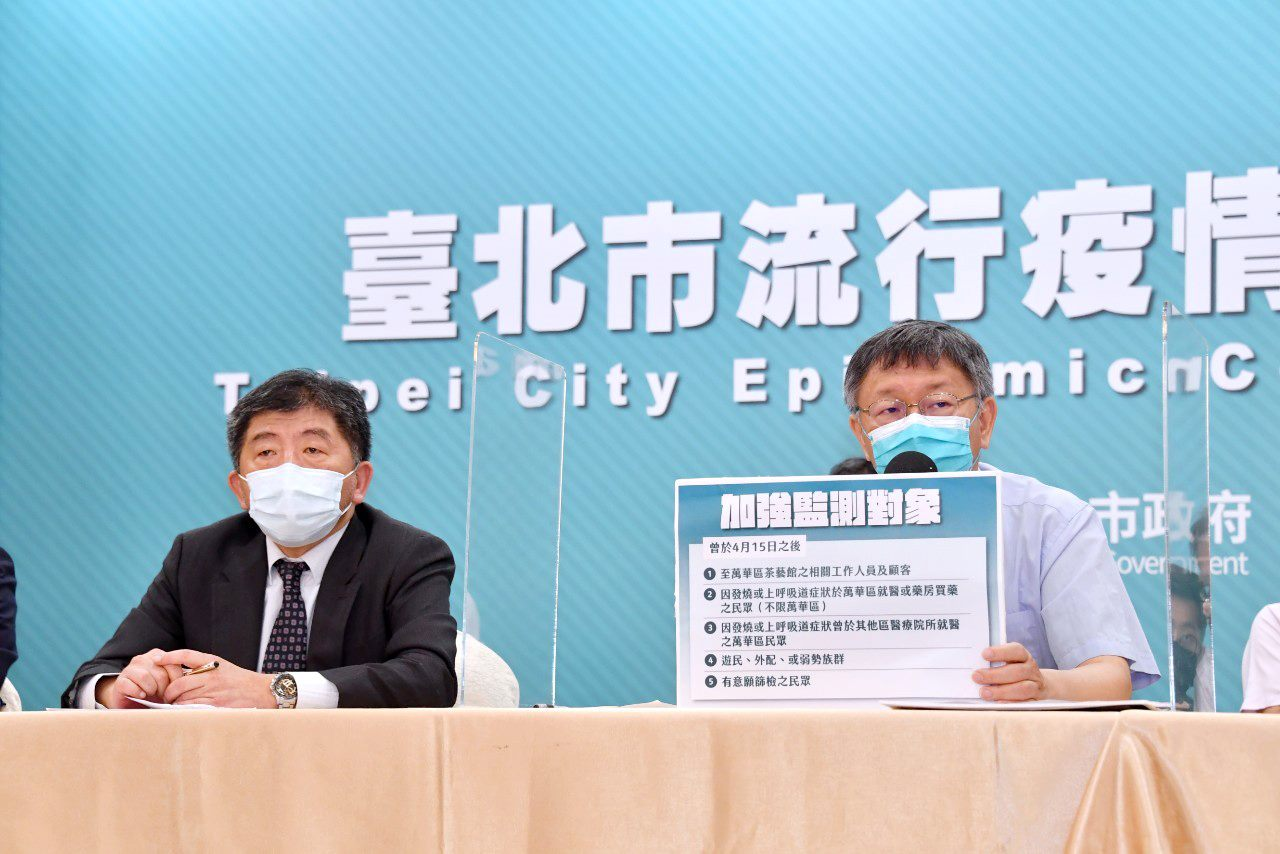
新冠疫情爆發期間，北市府每日召開防疫記者會，報告陽性率、疫苗接種等疫情最新資訊。本圖有衛福部長陳時中與臺北市市長柯文哲。

### 維安事件
- 柯文哲任内发生2015年市府遭縱火事件。2015年7月6日早上3點3分，台北市政府一樓建管處遭人打破玻璃進入潑灑汽油縱火，觸動自動灑水系統，隨既被撲滅（台北市政府首次遭縱火）。7日11點40分信義分局逮捕涉嫌犯案的男子林崑泰。
- 柯文哲任内发生2015年臺北市文化國小隨機殺人事件恶性杀人事件。对于2015年臺北市文化國小隨機殺人事件，柯文哲市府表示將重建校園安全、檢討警察進校園的SOP、組專案小組、請市民為傷者祈禱[50]。
- 柯文哲任内发生2015年臺北捷運隨機砍人事件恶性杀人事件。
- 柯文哲任内发生2016年內湖隨機殺人事件恶性杀人事件。对于2016年內湖隨機殺人事件，臺北市市長柯文哲表示「嫌犯根本不在現在所謂防護網的監視名單內，要如何重新建構一個，不只是台北市，整個台灣社會都比較安全的社會安全網，是未來一段時間內，要重新思考去做的事情。」

### 自然災害

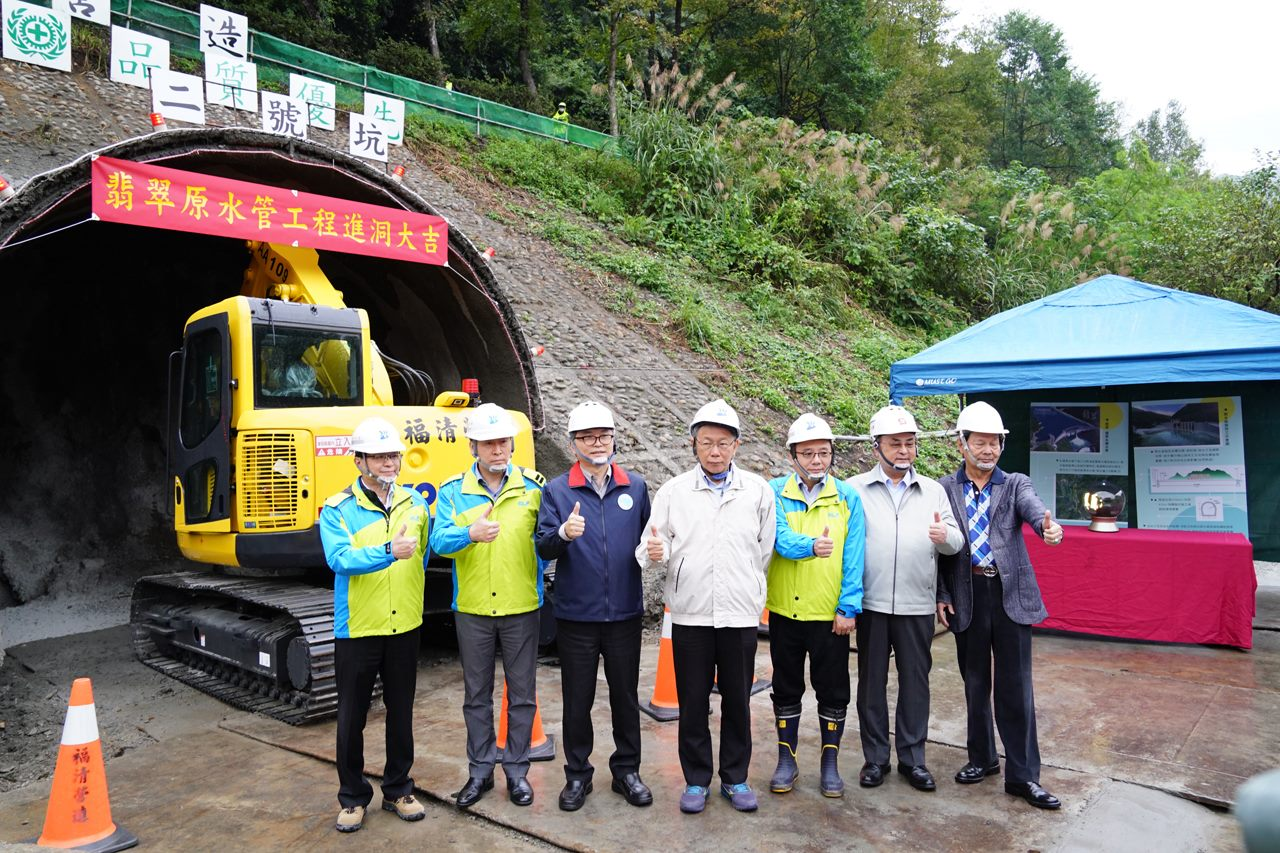
2019年12月2日柯文哲視察翡翠水庫原水管開挖進洞儀式。當未來南勢溪的水濁度上升時，從水土保持比較好的翡翠水庫直接引水到淨水廠。

- 蘇迪勒颱風造成3073件的樹木災情[51]；2015年8月13日，蘇迪勒颱風過後，台北市自來水濁度上升，許多大台北民眾不敢食用，紛紛搶購瓶裝水[52]，引發民怨[53][54]，导致各方批评[55][56][57]；北市自來水處因此宣布將減免8月8日至8月10日共3天的基本費和用水費[58]；柯文哲表示，這是「兩害相權取其輕」，如何選擇停水或繼續供水，這可以再討論，但停水後再供水，也容易會有髒東西跑進去，由於涉及專業，他考慮讓自來水事業處出來說明，但重點還是要同時將南、北勢溪都顧好，維持水質[59]；柯文哲認為這次會出現濁水，責任應在中央，因為是南勢溪的水土保持不佳所造成[60]，引发争议[61][62][63][64][65]；經濟部建議未來應採伏流取水[66]。此外，柯文哲宣佈將來颱風天禁止送外賣[67][68]。北市府討論後，提出從翡翠水庫拉出一條專管至淨水場的計畫，當未來南勢溪的水濁度上升時，從水土保持比較好的翡翠水庫直接引水到淨水廠。爭取到中央部分補助，2019年12月2日進行翡翠專管隧道開挖進洞儀式，預計2023年完工。[69]

## 爭議

### 內湖山老鼠事件
2015年3月，內湖山老鼠事件被臺北市議員高嘉瑜揭發，該議員指稱內湖區保護區內有疑似山老鼠企圖砍運樹木，引起臺北市市長柯文哲震怒，揚言拔官臺北市政府警察局內湖分局分局長張夢麟，但林務局及士林地檢署多次證實為漂流木。在檢調進入調查後，柯文哲改口表示交由檢調調查釐清真相後，再作論處，暫不換人。4月15日於市議會備詢時被追問要不要向張夢麟道歉，柯文哲最後當眾說「對不起，我錯了」。

### 政策爭議
1. 2014年末，台北市政府耗費新台幣4,320多萬元印刷18種刊物，但多數都乏人問津，淪為回收紙，被議員痛批柯文哲沒杜絕浪費[74]。
2. 柯市長上任後，砍公務員通勤費，引发員工向媒體抱怨。
3. 2015年1月7日，臺北市政府警察局計畫未來在集會抗議場合劃設「記者採訪區」和「媒體聯絡人」，引發爭議[75]
4. 2015年4月22日，市議員王鴻薇指控柯市府使用新台幣4,000萬救災款項來裝潢辦公室[76]。對此柯文哲表示南門市場海砂屋要拆除，位於市場上方的三個科和都市更新處通通要搬家，此外還要成立都市設計中心，有很多政府單位要移動的費用，包括搬遷費、裝潢費，不只有裝潢費[77]。
5. 2015年2月22日，擬向企業募款發放公務員績效獎金[78]。
6. 2015年8月23日，台北捷運將自動驗票口閘門音從嗶嗶聲美化換成鋼琴聲後，再推出捷運聲音地景二部曲計畫，捷運列車駛進轉乘站及終點站之前，選定「風起」為車廂內廣播提示音「噹噹叮噹～噹噹噹噹噹」，且轉乘和終點站的旋律音階也各有巧妙，有捷運族得知這項政策後笑說，捷運聲音變好聽了，可能會忘記要下車；[79]但於實施後，卻疑似因為分貝太高而引來不少抱怨，指稱鈴聲突兀又刺耳，還有人誤以為發生緊急事故，甚至有趕人下車的感覺，令乘客直呼旅程多了不一樣的「驚喜」；對此，北捷公司表示，會再做觀察後進行微調。[80]
7. 2015年8月25日，台北市長柯文哲於市長室會議中，要求市政府今後的人事命令只迎新不送舊，以後不准主動發布人事離職的新聞稿。外界認為其導火線是柯文哲不滿前北捷總經理孫以濬對小巨蛋噪音的處理方式，並曾在議會當眾羞辱孫以濬：表示要把他換掉，讓孫以濬請辭後大動作發布新聞稿訴諸媒體，柯文哲才會大發雷霆，怕自己面子掛不住，對此柯文哲回應，他認為總經理離開是多重因素，他個人的文化就是迎新不送舊，要走人就安安靜靜的走；台北市議員李彥秀則認為，這項政策根本是本末倒置，因為帶人要帶心。[81][82][83]

#### 補貼一卡通之爭議
2015年9月1日，台北捷運多卡通刷卡系統建置完成，高雄一卡通進軍北捷，預計每站有一至二個多卡通匣門設置驗票機，屆時全線均可使用高雄的一卡通，也享有與悠遊卡一樣的優惠，除了搭捷運打八折，另也可借用YouBike；而針對一卡通先在北捷使用，但悠遊卡卻無法同時在高雄捷運使用，引來「小吃大」且不對等之質疑。對此悠遊卡公司表示，已在7月底與高捷公司簽署合作備忘錄，高捷目前因多卡通設備建置尚未完成，無法開放悠遊卡使用，高捷承諾最遲於2016年7月底前將全面開放悠遊卡至高捷使用。但台北市市議員陳重文質疑一卡通目前發卡量5百多萬張，搭北捷享8折優惠，價差卻由北市府埋單，發行量超過5千萬張的悠遊卡，如果想在高捷比照辦理，則因為一卡通是全部民營的公司，並不是有官股的公司，所以高雄市政府也沒辦法去控制是否補助優惠預算。作家黃智賢則發文批評，一卡通從9月1日起跟波多野結衣一起出現在北捷。悠遊卡卻不得進高雄捷運一步。悠遊卡給了一卡通多了將近1年時間，可以在全台灣搶悠遊卡的地盤和生意，而公民1495行動聯盟也指出，原來柯文哲東省西省，是拿去貼補一卡通在台北的優惠。針對上述質疑，悠遊卡公司董事長林向愷表示，近日確實有不少人在問，台北捷運開放一卡通，而高雄捷運何時開放民眾使用悠遊卡？會不會因為某些因素，延宕很久？他說，依照時程來看，高雄捷運應該在2016年7月可以如期讓悠遊卡持卡人使用；但假如有任何因素，導致開放時程有所延誤，以致損害悠遊卡持卡人的權益，悠遊卡公司將會先行在高雄捷運設置臨時閘門，在3月1日讓悠遊卡持卡人在高捷使用，希望所有悠遊卡持卡人不用擔心。
2015年9月5日，針對北捷粗估將多花費2,600萬新台幣補助一卡通用戶搭乘捷運和轉乘公車等優惠，台北市議會國民黨黨團及民進黨黨團都持相同看法，認為此政策破壞平等互惠的原則，將要求台北市政府不得繼續補助一卡通，台北市市議員王世堅豪不諱言地說，台北市長柯文哲提早開放多卡通是政治操作、有個人算計，這樣的談判太過草率；前台北市副市長陳永仁則表示，台灣打造一日生活圈，各地民眾只要帶一張卡就能南北跑透透，這才是符合平等互惠的原則，台北市長柯文哲提早了10個月開放使用一卡通，這讓北部的民眾到高雄好像去日本一樣，還要再多買一張卡，這並不公平。台北市市議員王鴻薇、汪志冰、李新及徐弘庭則於台北捷運市府站召開記者會，質疑台北市長柯文哲圖利一卡通背後之財團，喪權辱市，讓高雄一卡通剝了台北二層皮，卻罔顧5,400萬的悠遊卡持卡人權益。認為台北市政府花了1億元幫一卡通建置感應裝置，讓一卡通搭乘捷運可享8折優惠造成短收2成票價，但悠遊卡發行約5,400萬張，而一卡通發行約只有560萬張，且開放之後，其權益明顯是不對等的，一卡通在台北享有悠遊卡所有優惠，包括捷運票價8折、敬老卡4折；捷運、公車雙向轉乘之優惠；可以使用YouBike；還有多處公有停車場可以使用。反觀悠遊卡的持卡人到高雄，竟然任何權益與優惠也沒有。包括不能使用公有停車場；不能使用CityBike；到105年7月才可以在高雄捷運使用悠遊卡；持一卡通搭乘高雄公車及觀光渡輪，均可享票價優惠，但拿悠遊卡高雄公車及觀光渡輪，卻什麼折扣也沒有；議員並指出每一次一卡通iPass卡的「嗶」聲都代表著台北市民的損失，代表著悠遊卡5,400萬持卡人的權益被剝奪。
另外，針對一卡通使用率偏低之現象，前台北市副市長陳永仁表示，一卡通不像悠遊卡有押金制，買斷後若用不到，錢也拿不回來，而這些錢就成為負責處理金流的聯邦銀行進行轉投資的籌碼。台北市市議員徐弘庭則直言，一卡通的實收資本額才5億8,000萬，為何柯文哲還堅持要讓一卡通進入北捷？柯文哲與其花1億元建置多卡通系統，不如用1億元買下一卡通30％股權，可能還比建置閘門便宜，經濟效益掛帥的柯文哲，當初為了省500萬元而合併警分局，如今卻竟然願意花1億元讓使用率低的一卡通進到北捷？其背後動機，實在令人不解，對此；台北捷運公司則回應，一卡通後續運量及營收估計仍需長期觀察。同時，一卡通「嗶」進台北捷運後，又被民眾發現，北捷多卡通閘門因無法分辨一卡通學生卡及普通卡，導致持學生卡者搭公車轉乘捷運時，優惠折扣從原本的6元增加為8元，等於北市要為此多補助2元。問題被揪出後，台北捷運公司則表示，系統將於1周內進行修改。

### 爭議行為
- 2015年2月28日，柯文哲代表228受難者家屬在二二八紀念儀式致詞，拒絕與馬英九總統握手[92][93][94]。
- 2015年4月18日晚上，柯文哲參加慈善晚宴，穿著襯衫加上黃色夾克外套。時尚名媛關俐麗認為只有柯沒照主辦單位規定穿著正式服裝，不該在正式場合連西裝都不穿就上台。[95][96]

## 人事任用
1. 任用陳冠廷（原台灣世代教育基金會副執行長），出任台北市政府副發言人。
2. 任用劉奕霆（前新頭殼記者），出任台北市政府副發言人，後真除為台北市政府發言人[97]。
3. 任用柯昱安（前新頭殼記者、BuzzOrange編輯），擔任媒體事務組研究員，機要職，負責市長官方臉書、Instagram等社群經營，後真除為台北市政府副發言人[98]。
4. 任用黃瀞瑩（前ETtoday新聞雲記者)，擔任媒體事務組研究員，機要職，負責市長官方Twitter社群經營，後真除為台北市政府副發言人[99][100]。
5. 任用陳思宇（現任台北市議員台聯黨陳建銘之女），擔任觀光傳播局八職等機要秘書，後轉任媒體事務組專員，台北市政府副發言人,前台北市觀傳局長[101][102]。
6. 任用鄒建威（前民視記者），擔任媒體事務組科員，機要職，接替葉芝邑原市長隨行幕僚工作，負責媒體聯絡[103]。
7. 任用王寶萱（前綠社盟立委參選人，元大人壽前董事長王正新之女），擔任市長室專員，機要職，協助「參與式預算」與「公民參與」業務[104]。
8. 任用李博榮（前蘇貞昌辦公室副主任），擔任市長室研究員，機要職，負責政策統合[105]。
9. 任用周榆修（前蘇巧慧助理、民進黨青年部副主任），擔任市長室研究員，機要職[106]。
10. 任用林昆鋒（前年代新聞主持人、主播、資深記者），擔任市長室發言人，機要職，負責媒體操作[107]。
11. 任用鄭坤從（前公視記者、「有話好說」製作人），擔任市長室研究員，機要職，負責市長重要致詞文稿撰寫[108]。
12. 任用饒慶鈺（前立法院副院長、中國國民黨立委饒穎奇之女），出任台北市政府有給職參議，兼任台北市政府大陸小組執行長，負責大陸小組溝通、發言[109]。
13. 任用李安妮（前總統李登輝之女），出任台北市政府廉政委員會委員。
14. 任用邱佩琳（前考試院長、中國國民黨大老邱創煥之女），出任台北市政府大陸小組委員[110][111]。
15. 任用林向愷，接任悠遊卡投資控股公司董事長[112]。
16. 任用戴季全（原柯文哲競選總部網路顧問、流線傳媒創辦人），出任悠遊卡公司董事長[113]。
17. 允許戴季全任用林筱淇（原柯文哲競選總部發言人），出任悠遊卡公司董事長特助[114][115]。
18. 允許戴季全任用廖泰翔（原柯文哲競選總部發言人），出任悠遊卡公司董事長特助[114][115]。
19. 任用張益贍（原雲林縣文化處長），出任台北市政府顧問，機要職，後兼任台北市文化基金會副執行長，不支薪[116]。
20. 任用洪智坤（原柯文哲競選總部顧問），出任台北市政府顧問，機要職。
21. 允許洪智坤任用劉玉婷，擔任洪智坤的機要秘書[117]。
22. 指派張景森（原柯文哲競選總部辦公室政策總監），出任富邦金控獨立董事，兼任台北富邦銀行獨董，薪資全捐[118][119]。
23. 指派陳錦稷（原 民主進步黨智庫，鄭深池女婿），出任富邦金控獨立董事，同時出任富邦人壽及富邦產險獨立董事，薪資全捐[120][121][120][121]。
24. 任用林珍羽（臺北市議員林國成之女），出任臺北市政府原住民族事務委員會秘書，機要職。[122]

## 其他事件
- 2015年1月15日，市長柯文哲接受建中校刊專訪時，提出1、購買第二棟房，不能貸款，2、每人居住20坪為限，超過就要課重稅。[123]。2月23稱：「想法不成熟，還是得回到公辦都更與只租不賣社會住宅。」。[124]

- 2015年2月，將美河市以廉價出租低價，號稱最便宜租金6,800元（需累積居住年限後才可經評估審核減少租金），為美河市行情3成，遭受該地居民擔心降低房價，揚言採取法律行動[125]。3月6日，柯文哲宣布四處作為公共住宅的聯開宅，三重台北橋站聯開宅住戶強烈反彈。[126]。3月14日，柯文哲計畫興建中繼住宅。但被選中要改成中繼宅的中正區忠義國小，當地里長方荷生反彈[127]。7月30日因聯開宅承租中籤者僅3成完成承租，被質疑租金太高嚇跑承租戶後；柯文哲提出修改原先規劃預計改為：1.將承租資格提高年收入上限為144萬/年（約月入10餘萬）
2.依收入不同分三級收費與津貼。

- 2015年4月9日，台北市教育局舉行中小學整併會議，被列為廢校選項之一的忠義國小家長不滿無法進入會議。柯文哲認為，公開透明不要無限上綱，他公開的也只有會議紀錄。他並表示，「問題是這個會議在討論什麼？這個會議在討論全台北市併校的問題，又不是討論忠義國小的，為什麼一定要讓你知道？也不是所有會議都要開放」[128]，但事實上當天開會的議程文件，上面清楚寫明討論案由第1件就是「有關審議本市中正區忠義國民小學整併評估建議報告一案」。[129]。
- 2015年4月20日，柯市府推動「田園城市」，遭國有財產署和軍方反對。國產署長莊翠雲表示閒置國有地只能進行環境美化，若種菜會讓種菜人獲益，不符無償撥用原則。[130]

- 2015年4月25日，發生監視器抓交通違規之爭議，緣於郝龍斌市府時代，市府曾表示將要求警察局研議以台北市兩萬五千支監視器進行科技執法、取締重大交通違規，時任台北市市議員的簡余晏痛批郝市府違反承諾，想讓台灣淪為警察國家，並指出依法監視錄影畫面只能用來取締違法，不能用來取締行政違規，這是憲法層次的人權問題，市府不能濫權違法[131]；但於柯文哲就任台北市長後，針對上述郝市府任內用監視器抓違停的想法及引發之批評，卻表示現行法律並無禁用監視器抓違停，因此將研議在違規熱點設監視器，避免浪費警力站崗。並強調法律是服務人，而不是人去服務法律，如果因為條文而限制後續動作、不做改善，就是腦袋裝大便[132]；5月1日柯文哲推翻先前發言聲稱：「（違停太多）長官不高興了，他們就警察警員就被迫，24小時進來站崗，我就更生氣了，我說要把基層的警察當作人力看待，不要隨便濫用，我說這樣乾脆就拿個，攝影機去拍就好了，故事就這麼簡單，我覺得這個社會有時候就是太過份了，第一點我已經講很清楚了，又不是拿那14,000支，監視器來開罰單。」[133]。

- 2015年9月，因波卡事件及編列第二預備金的爭議，國民黨團杯葛柯文哲施政報告[134][135]

- 2016年8月，上海市委常委、市委統戰部部長沙海林來台出席在台北舉辦的雙城論壇，引發爭議。[136]

## 前市府內閣成員
柯文哲在競選時期主打「素人參政」，並成功當選後，其小內閣成員廣邀各界人士，受到矚目。在此同時，小內閣成員的去留問題，同所推出的政策及績效一樣受到外界矚目。據報導指出，在柯文哲上任不到兩年內，就有十四名一級機關首長求去，這是以往台北市政府在主要政治勢力（國民黨、民進黨）執政之下，較為少見的現象。以下，列舉曾任職於柯文哲市府的人士：
- 楊忠和：前台北市體育局局長，請辭獲准
- 董建一：前無給職顧問（曾任中華民國機車黨黨主席），請辭獲准
- 陳銘薰：前研究發展考核委員會主委，現任國立臺北大學商學院企業管理學系專任教授，請辭獲准
- 周麗芳：前副市長，現任國立政治大學財政學系特聘專任教授，於2016年1月13日請辭獲准
- 倪重華：前文化局局長，現任資深音樂人、華山1914文化創意產業園區總顧問，於2016年1月14日請辭獲准
- 洪智坤：前有給職顧問，請辭獲准
- 黃大維：前北市府副發言人，赴新進修，申請留職停薪引發爭議，遭北市議員質疑，請辭獲准
- 林裕益：前產發局副局長，轉調退輔會
- 高文婷：前建管處處長，轉調營建署
- 黃以育：前產發局商業處長，申請退休
- 陳永輝：前工務局衛工處長，申請退休
- 周禮良：前捷運局局長，曾任交通部政務次長，已在2016年4月6日請辭獲准
- 賀陳旦：前台北捷運公司董事長，轉任交通部長
- 蘇建榮：前財政局局長，轉任財政部長
- 邱大展：前台北市府參事，2016年4月7日請辭，並於5月初離職
- 黃治峯：前工務局副局長兼新工處處長，轉任桃園市工務局長
- 鍾慧諭：前交通局長，曾任鼎漢國際工程顧問股份有限公司總經理，於2016年6月15日請辭獲准
- 楊芳玲：前法務局長，公開信中指出堅持依法行政被理解成有礙市政效率、對抗市長，於2016年9月19日請辭獲准；現任監察委員
- 湯志民：前教育局長，於2016年9月25日請辭
- 謝佩霓：前文化局長，於2016年10月21日提出請辭並獲准，在10月25日正式去職
- 陳秀惠：前原民會主委，於2017年1月23日請辭獲准
- 林鶴明：前台北市府秘書處媒體事務組發言人，於2017年1月7日請辭，現任民主進步黨副秘書長
- 葉芝邑：前台北市府秘書處媒體事務組專員，轉任中華文化總會媒體部專員
- 林聿禪：前台北市府秘書處媒體事務組專員
- 鄒建威：前台北市府秘書處媒體事務組專員，於2018年4月20日請辭，轉任新北市議員參選人張志豪的幕僚[138][139]
- 王寶萱：前市長室專員，於2017年8月請辭獲准，轉任北藝大主秘
- 蘇麗瓊：前台北市府秘書處秘書長，於2017年10月15日離職，現任監察委員
- 簡余晏：前觀光傳播局長，於2018年1月16日請辭獲准
- 嚴一峯：前台北市府動保處長，於2018年1月16日申請退休
- 李文英：前台北市府秘書處副祕書長，於2018年5月16日請辭
- 林筱淇：前台北市府秘書處媒體事務組副發言人，於2018年7月14日請辭，2018年8月1日轉任柯文哲競選辦公室團隊發言人，現任臺中市政府市政顧問
- 許立民：前台北市府社會局局長，於2018年7月20日請辭，借調到期回去臺大醫院就任創傷醫療部主治醫師
- 林欽榮：前臺北市政府第六屆副市長，於2018年11月30日請辭，借調到期回去交通大學就任教授，現任高雄市政府副市長
- 陳思宇：前臺北市政府第六屆觀光傳播局長。參選臺北市議員落敗
- 林洲民：前臺北市政府第六屆都市發展局局長
- 陳景峻：前臺北市政府第六屆副市長，後轉任監察院監察委員
- 張哲揚：前臺北市政府第七屆秘書長，申請退休
- 鄧家基：前臺北市政府第七屆副市長。曾任悠遊卡公司董事長
- 黃珊珊：前臺北市政府第七屆副市長，於2022年8月28日請辭，參選臺北市市長落敗

## 民意調查
| 日期       | 支持   | 不支持 | 統計樣本數 | 調查單位     | 備註 |
| ---------- | ------ | ------ | ---------- | ------------ | --- |
| 2014-12-25 | 53.7%  | 25.3%  | 766位      | 蘋果日報     | 柯文哲拆公車專用道你支不支持？ |
| 2015-01-22 | 68%    | 13%    | 1014位     | TVBS         | 台北市長就職滿月前夕 |
| 2015-03-24 | 75.26% | 19.53% | ?          | 蘋果日報     | 台北市長柯文哲上任將滿百日，請問您對他的施政滿意嗎？                                                                                      |
| 2015-03-24 | 70.4%  | 20.37% | ?          | 蘋果日報     | 對於柯文哲推出的公共住宅政策，請問您是否滿意？                                                                                            |
| 2015-03-24 | 69.2%  | 23.4%  | ?          | 蘋果日報     | 柯文哲與遠雄大巨蛋重新議約，甚至可能拆除，請問您是否滿意？                                                                                |
| 2015-03-24 | 80.77% | 11.07% | ?          | 蘋果日報     | 柯文哲下令226違建戶限3月底拆除，請問您對此政策滿不滿意？                                                                                  |
| 2015-05-27 | 59%    | 25%    | ?          | TVBS         | |
| 2016-04    | 42%    | 39%    | ?          | 時報周刊     | |
| 2016-04-07 | 38%    | 42%    | ?          | TVBS         | 民調首度呈現死亡交叉 |
| 2016-04-08 | 56%    | 29.2%  | ?          | 北市府研考會 | |
| 2016-07-22 | 42.4%  | 43.8%  | ?          | 北市府研考會 | |
| 2016-09-01 | 36%    | 43%    | 1127位     | TVBS         | |
| 2017-08-03 | 63%    | 27%    | 1236位     | 北市府研考會 | 2017年7月31日至8月3日晚間進行，訪問20歲以上台市民1236人，850人拒訪。在95%信心水準下，抽樣誤差在正負2.79個百分點以。世大運舉辨前所做的民調 |
| 2017-12-15 | 58%    | 27%    | 952位      | 北市府研考會 | 2017年12月12日至15日晚間進行，以電話抽查方式，成功訪問18歲以上台北市民952人，844人拒訪，在95％信心水準下，抽樣誤差在正負3.18個百分點以內  |
| 2018-05-31 | 55.3   | 30.2%  | 700位      | 遠見雜誌     | 2018年2月23日至3月29日晚間進行，以電話和手機抽查方式，台北市民700人，在95％信心水準下，抽樣誤差在正負3.7個百分點以內。                    |

## 備註
1. 1 2 3  因參選2022年臺北市市長選舉離職。